# الإبادة الجماعية للأرمن
الإبادة الجماعية للأرمن أو مذابح الأرمن أو المحرقة الأرمنية (بالأرمنية: Հայոց Ցեղասպանութիւն) (بالتركية: Ermeni Soykırımı) هي عملية القتل الجماعي الممنهج وطرد الأرمن التي حصلت في أراضي الدولة العثمانية على يد حكومة جمعية الاتحاد والترقي خلال الحرب العالمية الأولى. مع أن مجازر متفرقة قد ارتكبت بحق الأرمن منذ منتصف العام 1914م، فإن المتفق عليه أن تاريخ بداية الإبادة هو 24 أبريل 1915م، وهو اليوم الذي جمعت فيه السلطات العثمانية مئات من المثقفين وأعيان الأرمن واعتقلتهم ورحلتهم من القسطنطينية (إسطنبول اليوم) إلى ولاية أنقرة حيث لقي أغلبهم حتفه.
نُفذت عملية الإبادة على مرحلتين وقد أمر بها الباشاوات الثلاثة بصفتها جزءاً من سياسة التتريك المفروضة بالقوة. في المرحلة الأولى قُتل الذكور البالغون جماعياً، في المرحلة الثانية، أجبرت النساء والأطفال والشيوخ، حسب قانون التهجير، على المشي في مسيرات موت حتى بادية الشام في عامي 1915 و1916م حيث تعرضوا لعمليات نهب واغتصاب وقتل دورياً، وتشير التقديرات إلى أن عدد من أجبر على هذه المسيرات يتراوح بين 800 ألف حتى 1.2 مليون أرمني وبأن 200 ألفاً منهم على الأقل كانوا لا يزالون على قيد الحياة في نهاية العام 1916م.
 وفق بعض التعريفات، فإن الإبادة تمتد أيضاً لتشمل عمليات القتل الجماعي لعشرات الألوف من المدنيين الأرمن خلال الحرب التركية الأرمنية في عام 1920م.
تتراوح تقديرات الوفيات حول العدد الإجمالي للضحايا الأرمن الذي قضوا نتيجة لسياسات الحكومات العثمانية والتركية بين عامي 1915 و1923 بين 800 ألف إلى أكثر من مليون نسمة، وتنحدر أغلب مجتمعات الشتات الأرمني حول العالم من ناجين من هذه الإبادة. يُشير بعض المؤرخين إلى أن الإبادة الجماعية للسريان ولليونانين التي حصلت في تلك الفترة نفسها كانت جزءاً من سياسة موحدة اتبعتها تلك الحكومات مع هذه المجموعات الإثنية، يرى العديد من الباحثين أن هذه الأحداث جزءٌ سياسية موحدة انتهجتها حكومة تركيا الفتاة ضد مجموعات إثنية متنوعة.
كانت هذه العملية سبباً رئيساً دفع المحامي رافاييل ليمكين في عام 1943م لتعريف الإبادة الجماعية على أنها جريمةً تشمل الإبادة الممنهجة لشعب ما. تتفق غالبية الباحثين والمؤرخين على أن ما حصل للأرمن كان إبادة جماعية، في حين ترفض الجمهورية التركية استعمال كلمة «إبادة» لوصف هذه العملية وتصفه بأنه تعبير غير دقيق. وقد وصفت الحكومات والمجالس النيابية، في عام 2019م، لاثنين وثلاثين بلداً بما فيها الولايات المتحدة الأمريكية وروسيا وألمانيا هذه العملية على أنها إبادة جماعية بالإضافة لتجريم بعض من هذه الحكومات عمليات إنكار حدوثها.

## المصطلح
وقعت الإبادة الجماعية للأرمن قبل صياغة مصطلح الإبادة الجماعية. تتضمن الكلمات والعبارات التي تُستخدم في اللغة الإنجليزية والتي تستخدمها الوثائق المعاصرة لتوصيف الحدث «بالمجازر»، و«الفظائع»، و«الإبادة»، و«الهولوكوست»، و«ذبح الأمة»، و«إبادة العرق» و«جريمة ضد الإنسانية». صاغ رافائيل ليمكين مصطلح «الإبادة الجماعية» في عام 1943، مع وضع مصير الأرمن في الاعتبار؛ وأوضح في وقت لاحق أنه: «حدث ذلك مرات عديدة... حدث للأرمن، ثم بعد الأرمن قام هتلر بإجراء».
استخدم الناجون من الإبادة الجماعية عدداً من المصطلحات الأرمنية لتسمية الحدث. كتب مرادديان أن ييغرن (الجريمة أو الكارثة)، أو المتغيرات مثل ميدز يغيرن (الجريمة العظيمة) وأبرليان يغجر (جريمة أبريل) كانت أكثر العبارات استخدامًا. كان الاسم «أغيد»، والذي يُترجم عادةً باسم «الكارثة»، وفقًا لبيليديان، المُصطلح الأكثر استخدامًا في الأدب الأرمني لتسمية الحدث. وبعد صياغة مصطلح «الإبادة الجماعية»، استُخدمت كلمة «أرمنوسيدي» كاسم للإبادة الجماعية للأرمن.
إن الأعمال التي تسعى إلى إنكار الإبادة الجماعية للأرمن غالباً ما تضع كلمات مؤهلة ضد مصطلح الإبادة الجماعية، مثل «ما يسمى»، أو «المزعوم» أو «المتنازع عليها»، أو تصفها بأنها «خلافية»، أو ترفضها وتطلق عليها «المزاعم الأرمنية» أو «الإدعاءات الأرمنية» أو «الأكاذيب الأرمنية»، أو تقوم باستخدام تعبيرات لتجنب كلمة الإبادة الجماعية، مثل وصفها بأنها «مأساة لكلا الجانبين»، أو «أحداث عام 1915». قام الرئيس الأمريكي باراك أوباما باستخدام مُصطلح «ميدز يغيرن» عند الإشارة إلى الإبادة الجماعية للأرمن والتي وصفت بأنها «وسيلة لتجنب كلمة الإبادة الجماعية».
أجرت عدة منظمات دولية دراسات عن الفظائع ضد الأرمن، وأستنتجت كل منها أن مصطلح «الإبادة الجماعية» يصف على نحو مناسب «المجزرة العثمانية ضد الأرمن في 1915-1916». ومن بين المنظمات التي تؤكد هذا الإستنتاج، المركز الدولي للعدالة الانتقالية، والجمعية الدولية لعلماء الإبادة الجماعية، واللجنة الفرعية للأمم المتحدة المعنية بمحاربة التمييز وحماية الأقليات.
في عام 2005 أكدت الجمعية الدولية لعلماء الإبادة الجماعية أنَّ الأدلة العلمية كشفت أن "حكومة تركيا الفتاة للدولة العثمانية بدأت إبادة جماعية منتظمة ضد مواطنيها الأرمن - وهم أقلية مسيحية غير مسلحة". حيث تم إبادة أكثر من مليون أرمني من خلال القتل والتجويع والتعذيب ومسيرات الموت القسري". كما أدانت الجمعية الدولية لعلماء الإبادة الجماعية المحاولات التركية الرامية إلى إنكار الحقيقة الواقعية والأخلاقية للإبادة الجماعية للأرمن. في عام 2007 أصدرت مؤسسة إيلي فيزل من أجل الإنسانية رسالة وقع عليها 53 من الحائزين على جائزة نوبل، أكدت من جديد استنتاج علماء الإبادة الجماعية بأن قتل الأرمن عام 1915 كان إبادة جماعية. وفقاً لموسوعة بريتانيكا رفضت تركيا بشكل مطرد الاعتراف بأن أحداث 1915-1916 تُشكل إبادة جماعية، على الرغم من أن معظم المؤرخين قد خلصوا إلى أن عمليات الترحيل والمذابح التي حصلت بحق الأرمن في الأراضي العثمانية تتناسب مع تعريف الإبادة الجماعية - القتل العمد لمجموعة عرقية أو دينية. في حين اعترفت الحكومة التركية والباحثين المتحالفون معها بحدوث عمليات ترحيل، إلا أنهم أكدوا أن الأرمن كانوا عنصرًا متمردًا يجب تهدئته خلال أزمة الأمن القومي. وهم يقرون بحدوث بعض أحداث القتل، لكنهم يؤكدون أنه لم يتم بمبادرة من الحكومة أو بتوجيه منها. كما رفضت بعض الدول وصف الأحداث بأنها إبادة جماعية، من أجل تجنب الإضرار بعلاقاتها مع تركيا.
وقد اقترحت بات يور أنَّ "إبادة الأرمن كانت جهادية". تُحمل بات يور الجهاد أو ما تسميه "الذمية" لتكون "من بين المبادئ والقيم" التي أدت إلى الإبادة الجماعية للأرمن. وتتحدى هذه الفكرة فائز الغصين، وشاهد عربي بدوي للاضطهاد الأرمني، والذي استهدفت مقالته عام 1918 "دحض الاختراعات المسبقة والافتراء ضد عقيدة الإسلام والمسلمين بشكل عام..." تنسب معاناة الأرمن إلى جمعية الاتحاد والترقي.. حيث كان بسبب تعصبهم الوطني والغيرة من الأرمن، وإلى هؤلاء وحدهم؛ فالإيمان الإسلامي بريئ من أفعالهم".:49 كتب أرنولد توينبي أن "تركيا الفتاة جعلوا الوحدة الإسلامية والقومية التركية تعملان معاً من أجل غاياتهم، لكن مع تطور سياستهم بدأ العنصر الإسلامي في الانحسار وأكتسب الوطني الأرض". ويفيد توينبي ومختلف المصادر الأخرى أن العديد من الأرمن كانوا قد نجوا من الموت من خلال الزواج مع عائلات تركية أو التحول إلى الإسلام. وبسبب القلق من أن الغربيين سيعتبرون "إبادة الأرمن" بمثابة "وصمة سوداء على تاريخ الإسلام"، فإن الغصين يلاحظ أيضاً أن العديد من المتحولين الأرمن قد قتلوا.:39 وفي إحدى الحالات، عندما ناشد زعيم إسلامي عدم قتل الأرمن الذين اعتنقوا الإسلام، نقلت صحيفة الغصين عن مسؤول حكومي رداً على أن "السياسة ليس لها دين"، قبل إرسال المتحولين إلى حتفهم.:49

## نبذة تاريخية

### الأرمن تحت الحكم العثماني
خضع الجزء الغربي من أرمينيا التاريخية، والمعروفة باسم أرمينيا الغربية، للسيطرة العثمانية مع معاهدة أماسيا في عام 1555 والتي أدت إلى تقسيمها بشكل دائم عن أرمينيا الشرقية بمقتضى معاهدة قصر شيرين في عام 1639. بعد ذلك، تمت الإشارة إلى المنطقة باسم أرمينيا «التركية» أو «العثمانية». وتم تجميع الغالبية العظمى من الأرمن معاً في مجتمع شبه مستقل، وهي الملَّة الأرمنية، والتي كان يقودها أحد الزعماء الروحيين للكنيسة الرسولية الأرمينية، بطريرك القسطنطينية الأرمني. وكان الأرمن يتركزون بشكل رئيسي في المقاطعات الشرقية من الدولة العثمانية، على الرغم من وجود مجتمعات كبيرة أيضاً في المقاطعات الغربية، وكذلك في العاصمة القسطنطينية.
كان المجتمع الأرمني يتكون من ثلاثة طوائف دينية وهي الأرمن الكاثوليك، والأرمن البروتستانت، والرسوليين الأرمن، وهي الكنيسة التي يتبعها الأغلبية الساحقة من الأرمن. في ظل نظام الملة، سُمح للجماعة الأرمنية بحكم نفسها تحت نظام الحكم الديني الخاص بها مع تدخل قليل نسبياً من الحكومة العثمانية. عاش معظم الأرمن - ما يقرب من 70% - في ظروف فقيرة وخطيرة في الريف، باستثناء طبقة غنية من الأرمن والتي اتخذت من القسطنطينية مقراً لها، وضمت النخبة الأرمنية نخبة اجتماعية كان من بين أعضائها آل دوزيان (مدراء وزارة المالية)، وآل باليان (كبار المهندسين المعماريين) وآل داديان (المشرفين على مطاحن البارود والمصانع الصناعية). خلال القرن التاسع عشر تحسنت أوضاع الملّة الأرمنيّة الأرثوذكسيّة لتُصبح أكثر طوائف الدولة العثمانية تنظيمًا وثراءً وتعليمًا، وعاشت النخبة من الأرمن في عاصمة الدولة العثمانية حيث تميزوا بالغناء الفاحش وعلى وجه الخصوص العائلات الكبيرة المعروفة آنذاك كعائلة دوزيان وباليان ودادايان حيث كان لهم نفوذ اقتصادي كبير في الدولة. تتشابه أرقام التعداد العثماني مع الإحصائيات التي جمعتها البطريركية الأرمينية، ولكن حسب تقديرات الأخيرة، كان هناك حوالي ثلاثة ملايين أرمني يعيشون في الدولة العثمانية في عام 1878 (400,000 في القسطنطينية والبلقان، وحوالي 600,000 في آسيا الصغرى وكيليكيا، وحوالي 670,000 في أرمينيا الصغرى والمنطقة القريبة من قيصرية، وحوالي 1,300,000 في غرب أرمينيا).
في الأقاليم الشرقية، تعرض الأرمن لنزوات جيرانهم من الأتراك والأكراد، والذين كانوا يفرطون في فرض الضرائب عليهم، ويخضعونهم للقصف والخطف، ويجبروهم على التحول إلى الإسلام، ويستغلون عدم تدخل من السلطات المركزية أو المحلية. في الدولة العثمانية، ووفقا لنظام الذمي والذي كان ينفّذ في البلدان الإسلامية، أعطوا الأرمن، مثلهم مثل غيرهم من المسيحيين واليهود، بعض الحريات. وكان النظام الذمي في الدولة العثمانية يعتمد بشكل كبير على العهدة العمرية. حيث كان هناك حرية وحقوق محدودة لغير المسلمين في الممتلكات، والمعيشة، وحرية العبادة، لكنهم كانوا في جوهر الأمر يُعاملون كمواطنين من الدرجة الثانية في الدولة ويُشار إليهم في التركية باسم (بالتركية: gavours)، وهي كلمة تحقيرية تعني «كافر». كما تضمنت العهدة العمرية فقرة والتي منعت غير المسلمين من بناء أماكن جديدة للعبادة والتي كانت تُفرض تاريخياً على بعض طوائف الدولة العثمانية وتم تجاهلها في حالات أخرى، حسب تقدير السلطات المحلية. على الرغم من عدم وجود قوانين نصت على الغيتوهات الدينية، إلا أن هذا أدى إلى تجمع المجتمعات غير المسلمة حول دور العبادة الموجودة.
بالإضافة إلى القيود القانونية الأخرى، لم يُعتبر المسيحيون مساوين للمسلمين وتم وضع العديد من المحظورات عليهم. الشهادة ضد المسلمين من قبل المسيحيين واليهود كانت غير مقبولة في المحاكم حيث يمكن معاقبة المسلم. وهذا يعني أن شهادتهم لا يمكن النظر فيها إلا في الحالات التجارية. وكانوا ممنوعين من حمل السلاح أو ركوب الخيول والجمال. بيوتهم لا يمكن أن ترتفع عن بيوت المسلمين. وتم تقييد ممارساتهم الدينية بشدة، على سبيل المثال، كان رنين أجراس الكنائس محظورًا تمامًا.

### عصر الإصلاح 1840 - 1880

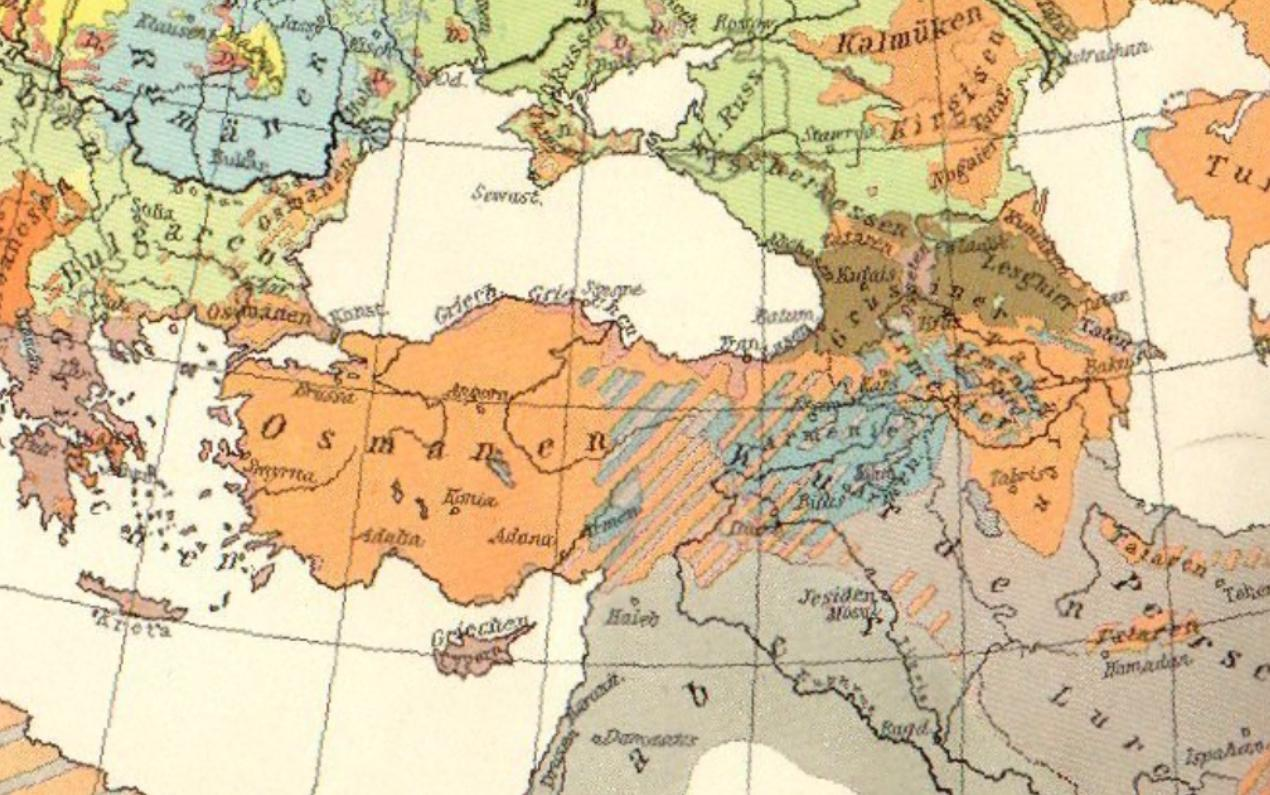
خارطة اثنوغرافية ألمانية لآسيا الصغرى والقوقاز في عام 1914. المكون الأرمني باللون الأزرق.

في منتصف القرن التاسع عشر، بدأت القوى الأوروبية الثلاث الكبرى، بريطانيا العظمى، وفرنسا والإمبراطورية الروسية، في التشكيك في معاملة الدولة العثمانية لأقلياتها المسيحية والضغط عليها لمنح الحقوق المتساوية لجميع رعاياها. منذ عام 1839 وحتى إعلان الدستور في عام 1876، وضعت الحكومة العثمانية «التنظيمات»، وهي سلسلة من الإصلاحات تهدف إلى تحسين وضع الأقليات. ومع ذلك، لم يتم تنفيذ معظم الإصلاحات لأن المسلمين في الدولة رفضوا مبدأ المساواة للمسيحيين.:29 في أواخر السبعينيات من القرن التاسع عشر، كان اليونانيون، إلى جانب العديد من الدول المسيحية الأخرى الخاضعة لحكم العثمانيين في البلقان، محبطين من ظروفهم، وفي كثير من الأحيان وبمساعدة من القوى المنتخبة، قد تحرروا من الحكم العثماني.:192
ظل الأرمن، إلى حد كبير، «مخلصين» للدولة العثمانية خلال هذه السنوات، مما جعلهم يحصلون على لقب «الملّة المخلصة». في منتصف عقد 1860 وأوائل عقد 1870، أفسحت هذه السلبية المجال لتفكير جديد في المجتمع الأرمني. بقيادة المثقفين المتعلمين في الجامعات الأوروبية أو المدارس التبشيرية الأمريكية في تركيا، بدأ الأرمن بالتساؤل حول وضعهم من الدرجة الثانية والضغط من أجل الحصول على معاملة أفضل من قبل حكومتهم. في إحدى هذه الحالات، بعد جمع تواقيع الفلاحين من أرمينيا الغربية، التمس المجلس البلدي الأرمني من الحكومة العثمانية لتصحيح مظالمهم الرئيسية: «النهب والقتل في المدن الأرمنية من قبل الأكراد والشركس، وهم غير لبقين أثناء جمع الضرائب، إلى السلوك الإجرامي من قبل المسؤولين الحكوميين العثمانيين ورفض قبول المسيحيين كشهود في المحاكمة». ونظرت الحكومة العثمانية في هذه المظالم ووعدت بمعاقبة المسؤولين عنها، ولكن لم يتم اتخاذ أي خطوات ذات مغزى للقيام بذلك.:36
وبحلول القرن التاسع عشر أصبحت الدولة العثمانية أكثر تأخراً من غيرها من الدول الأوروبية حتى أنها لقبت ب-«رجل أوروبا العجوز». وقد نالت خلال هذه الفترة العديد من الشعوب التي نالت استقلالها منها كاليونان والرومانيون والصرب والبلغار. كما ظهرت حركات انفصالية بين سكانها العرب والأرمن والبوسنيين مما أدى إلى ردود فعل عنيفة ضدهم. وبعد القمع العنيف للمسيحيين أثناء الأزمة الشرقية الكبرى، وخاصةً في البوسنة والهرسك، وبلغاريا وصربيا، استندت المملكة المتحدة وفرنسا إلى معاهدة مؤتمر باريس لعام 1856 من خلال الادعاء بأنها منحتهم الحق في التدخل وحماية الأقليات المسيحية في الدولة العثمانية. في ظل الضغوط المتزايدة، أعلنت حكومة السلطان عبد الحميد الثاني لنفسها ملكية دستورية مع برلمان (والذي كان يتم تأجيله على الفور تقريباً) ودخل في مفاوضات مع السلطات. وفي الوقت نفسه، قام بطريرك القسطنطينية الأرمني، نيرس الثاني، بتحويل شكاوى الأرمن مثل «الإستيلاء على الأراضي بشكل قسري على نطاق واسع... والتحيل القسري للإسلام لكل من النساء والأطفال، وإشعال الحرائق، وابتزاز الحماية، والاغتصاب، والقتل» إلى السلطات العثمانية.:37
انتهت الحرب الروسية العثمانية (1877-1878) بنصر الإمبراطورية الروسية الحاسم وجيشها من خلال احتلال أجزاء كبيرة من شرق تركيا، ولكن ليس قبل أن يتم تدمير المناطق الأرمنية بأكملها من خلال المذابح التي ارتكبت مع تواطؤ السلطات العثمانية. في أعقاب هذه الأحداث، قام البطريرك نيرس ومبعوثوه بزيارة متكررة للقادة الروس للحث على إدراج بند يمنح الحكم الذاتي المحلي للأرمن في معاهدة سان ستيفانو المرتقبة والتي وُقعت في 3 مارس من عام 1878. كان الروس متقبلين وأقاموا الشرط، لكن العثمانيين رفضوه بشكل قاطع أثناء المفاوضات. في مكانه، اتفق الطرفان على بند يحض على تنفيذ الباب العالي للإصلاحات في المحافظات الأرمنية وكشرطًا لانسحاب روسيا، وبالتالي تعيين روسيا كضامن للإصلاحات. دخلت المادة المعاهدة باعتبارها المادة 16، وكانت أول ظهور لما أصبح معروفًا في الديبلوماسية الأوروبية باسم المسألة الأرمنية.
عند استلام نسخة من المعاهدة، عارضت بريطانيا على الفور وبصفة خاصة المادة 16، والتي رأت أنها تتنازل عن نفوذ كبير لروسيا. دفعت على الفور إلى عقد مؤتمر القوى العظمى لمناقشة المعاهدة وتنقيحها، مما أدى إلى مؤتمر برلين في يونيو ويوليو من عام 1878. وأرسل البطريرك نيرس وفداً برئاسة سلفه، رئيس الأساقفة خريميان هايريك. للتحدث باسم الأرمن، لكن لم يتم قبولها في الجلسات على أساس أنها لا تمثل بلدًا. وقد بذل الوفد قصارى جهده للإتصال بممثلي القوى، وحصر قضية الحكم الذاتي الإداري الأرمني في الدولة العثمانية، ولكن دون تأثير يذكر.
وبعد التوصل إلى تفاهم مع الممثلين العثمانيين، وضعت بريطانيا نسخة منقحة من المادة 16 لتحل محل النسخة الأصلية، وهي بند يحتفظ بالدعوة إلى الإصلاحات، ولكنها أغفلت أي إشارة إلى الاحتلال الروسي، وبالتالي استغلت الضمان الأساسي لتنفيذها. على الرغم من الإشارة الغامضة إلى مراقبة القوة العظمى، إلا أن هذا البند فشل في تعويض إزالة الضمانة الروسية بأي معادلة ملموسة، وبالتالي ترك توقيت ومصير الإصلاحات بحسب تقدير الباب العالي.:38–39 وتم اعتماد المادة بسهولة باعتبارها المادة 61 من معاهدة برلين في اليوم الأخير من المؤتمر، في 13 يوليو عام 1878، ما أدى إلى خيبة أمل عميقة من الوفد الأرمني.

### حركة التحرير الوطنية الأرمنية
تضاءلت آفاق الإصلاحات بسرعة بعد توقيع معاهدة برلين، حيث انتقلت الظروف الأمنية في المقاطعات الأرمنية من سيئ إلى أسوأ وانتشرت الانتهاكات. وبسبب الانزعاج من هذا التحول في الأحداث، قرر عدد من المثقفين الأرمن والذين كانوا يعيشون في أوروبا وروسيا إنشاء أحزاب ومجتمعات سياسية مكرسة لتحسين مواطنيهم في الدولة العثمانية. في الربع الأخير من القرن التاسع عشر، أصبحت هذه الحركة تهيمن عليها ثلاثة أحزاب: الأرمنكان، والتي كان تأثيرها محدودًا على وان، والحزب الديمقراطي الاجتماعي في ولاية هونتشكيان، والاتحاد الثوري الأرمني. وبغض النظر عن الخلافات الإيديولوجية، كان لجميع الأطراف هدف مشترك وهو تحقيق ظروف اجتماعية أفضل لأرمن الدولة العثمانية من خلال الدفاع عن النفس، والدعوة إلى زيادة الضغط الأوروبي على الحكومة العثمانية لتنفيذ الإصلاحات الموعودة.

### المجازر الحميدية

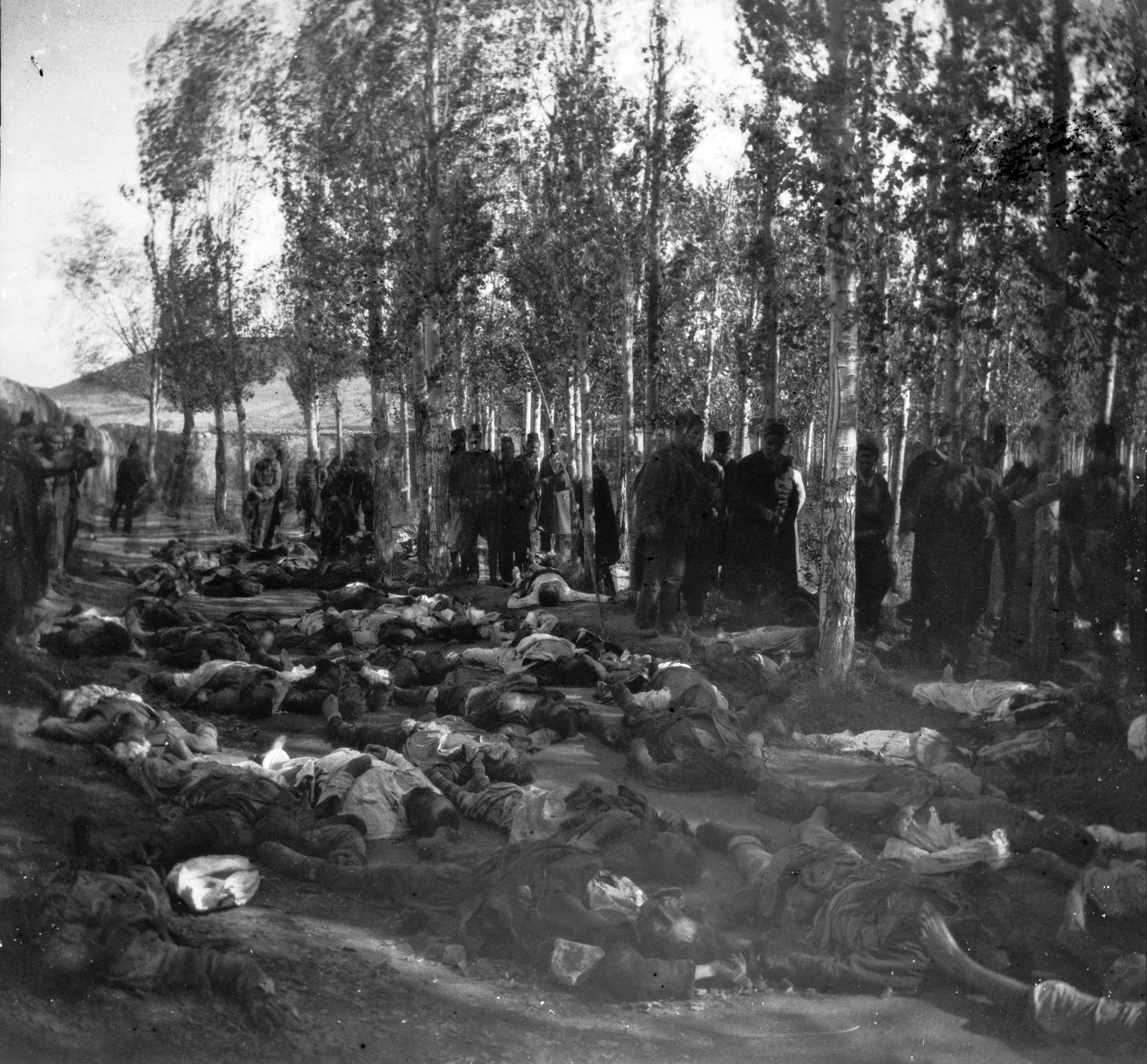
جثث بعض المقتولين الأرمن في مجزرة أرض روم سنة 1895.

بعد فترة وجيزة من توقيع معاهدة برلين، حاول السلطان عبد الحميد الثاني (1876-1909) منع تنفيذ أحكام الإصلاح من خلال التأكيد على أن الأرمن لم يشكلوا أغلبية في المحافظات وأن تقاريرهم عن الانتهاكات مبالغ فيها إلى حد كبير أو خاطئة. في عام 1890، أنشأ عبد الحميد جماعة شبه عسكرية معروفة باسم الخيالة الحميدية، والتي كانت في معظمها مكونة من غير النظاميين الأكراد المكلّفين «بالتعامل مع الأرمن كما يشاءون».:40 بينما كان المسؤولون العثمانيون يثيرون عن قصد الثورات (غالباً ما كان ذلك نتيجة من الإفراط في فرض الضرائب) في المدن ذات الكثافة السكانية الأرمنية، مثل ساسون في عام 1894 وزيتون في 1895-1896، وكانت هذه الخيالة الحميدية تستخدم العنف بشكل متزايد للتعامل مع الأرمن عن طريق الاضطهاد والمذابح. في بعض الحالات، نجح الأرمن في محاربة فرق الخيالة الحميدية، وفي عام 1895 جلبت التجاوزات ضد الأرمن إلى عناية الدول العظمى، والتي أدانت الباب العالي فيما بعد.:40–42
في مايو من عام 1895، أجبرت القوى الأوروبية السلطان عبد الحميد على التوقيع على حزمة من الإصلاحات الجديدة والتي هدفت إلى تقليص سلطات الخيالة الحميدية، ولكن، مثل معاهدة برلين، لم تنفذ هذه الإصلاحات أبداً. في 1 أكتوبر من عام 1895، تجمع ألفان من الأرمن في القسطنطينية لتقديم التماس لتنفيذ الإصلاحات، لكن وحدات الشرطة العثمانية فضت التجمّع بعنف.:57–58 وبعد ذلك، اندلعت مذابح ضد الأرمن في القسطنطينية لتنتشر في باقي المناطق، خصوصاً إلى المقاطعات التي يقطنها الأرمن في بدليس وديار بكر وأرضروم وهارودج وسيواس وطرابزون ووان. تختلف التقديرات حول أعداد الأرمن الذين قُتلوا، ولكن الوثائق الأوروبية للمذابح، التي أصبحت معروفة باسم المجازر الحميدية، وضعت الأرقام بين 100,000 إلى 300,000.
على الرغم من أن عبد الحميد الثاني لم يكن متورطًا بشكل مباشر، إلا أنه يُعتقد أن المجازر حظيت بموافقته الضمنية،:42 وبالتالي يتهم عبد الحميد الثاني بكونه أول من بدأ بتنفيذ المجازر بحق الأرمن وغيرهم من المسيحيين الذين كانوا تحت حكم الدولة العثمانية. ففي عهده نفذت المجازر الحميدية حيث قتل مئات الآلاف من الأرمن واليونانيين و السريان لأسباب اقتصادية ودينية متعددة. بدأت عمليات التصفية بين سنتي 1894-1896 وهي المعروفة بالمجازر الحميدية. كما قام عبد الحميد الثاني بإثارة القبائل الكردية لكي يهاجموا القرى المسيحية في تلك الأنحاء.
وبسبب الإحباط من عدم المبالاة الأوروبية بالمذابح، استولت مجموعة من أعضاء الاتحاد الثوري الأرمني على البنك العثماني والذي أديره الأوروبيين في 26 أغسطس من عام 1896، وجلب هذا الحادث تعاطفاً أكبر مع الأرمن في أوروبا وأثنت عليه الصحافة الأوروبية والأمريكية، التي شجبت عبد الحميد الثاني ورسمته على أنه «القاتل العظيم»، و«السلطان الدموي»، و«الحاكم الظالم»:35, 115 وتعهدت الدول الكبرى باتخاذ إجراءات وفرض إصلاحات جديدة، لكن لم تؤت ثمارها أبداً بسبب المصالح السياسية والاقتصادية المتضاربة. وقام أحد أفراد منظمة الطاشناق بمحاولة فاشلة لاغتيال السلطان عام 1905 بتفجير عربته عند خروجه من مسجد، ولكن السلطان عفا عنه.[بحاجة لمصدر] أدت هذه الحادثة والانقلاب على حركة تركيا الفتاة في 1908 إلى مجازر أخرى في قيليقية كمجزرة أضنة التي راح ضحيتها حوالي 30,000 أرمني. كان الأتراك الشبان قلقين بشكل خاص من انتشار الولاء للفكر اليوناني من مناطق غرب الأناضول والبحر الأسود إلى وسط الأناضول نظراً لأن اليونانيين في ذلك الوقت كانوا أقوى من الأتراك اقتصاديًا وأكثر علمًا، وكانت هناك أقلية أخرى ضمن الدولة العثمانية تتمتع بموارد مالية وهم الأرمن. كان الأتراك الشبان يعتقدون أن هاتين الفئتين المسيحيتين تهددان وجود وسلطة الدولة، وأن وجودهما نتيجة مباشرة لتسامح الحكومات العثمانية السابقة. ورأى الأتراك الشبان أنه، في ظل نفوذ الألمان، فإن الأقليات المسيحية التي تتحول ببطء إلى قوة اقتصاديَّة وسياسيَّة ستسيطر في نهاية المطاف على الدولة. بعد حرب البلقان الثانية والتي انتهت في عام 1913، اتخذ قرار بالقضاء على كل العناصر المسيحية في المجتمع العثماني ومصادرة ثرواتها، وتم تطبيق خطة ممنهجة لتحقيق هذا الهدف. ومع قرب خريف عام 1913 بدأت تتشكل ميليشيات محلية.

## عشية الإبادة الجماعية

### ثورة تركيا الفتاة عام 1908

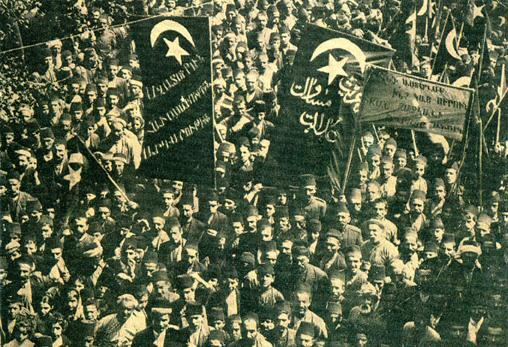
احتفالات الأرمن في القسطنطينية بتأسيس حكومة جمعية الاتحاد والترقي عام 1908.

في 24 يوليو من عام 1908، سطعت آمال الأرمن بالمساواة في الدولة العثمانية عندما حصل انقلاب قام به ضباط في الجيش الثالث العثماني في سالونيكا وتمت الإطاحة بالسلطان عبد الحميد الثاني من السلطة وأعادت البلاد إلى ملكية دستورية. وكان الضباط جزءًا من حركة تركيا الفتاة التي أرادت إصلاح إدارة الحالة المتدهورة للدولة العثمانية وتحديثها وفقًا للمعايير الأوروبية. وكانت الحركة عبارة عن تحالف مناهض للحميدية وتكونت من مجموعتين متميزتين، وهما الدستوريون الليبراليون والقوميين. وكانت الأولى أكثر ديمقراطية وقبولًا للأرمن، في حين كانت الأخيرة أقل تحاملاً للأرمن وطلباتهم المتكررة للحصول على المساعدة الأوروبية.:140–41 وفي عام 1902، أثناء مؤتمر أتركيا الفتاة والذي عقد في باريس، كان رؤساء الجناح الليبرالي، الأمير صباح الدين وأحمد رضا بك، أقنعوا القوميين جزئياً بتضمين أهدافهم لضمان بعض الحقوق لجميع الأقليات في الدولة العثمانية.
واحدة من الفصائل العديدة داخل حركة تركيا الفتاة كانت منظمة ثورية سرية تسمى جمعية الاتحاد والترقي. وقد جذبت عضويتها عدد من ضباط الجيش الساخطين المتمركزين في سالونيكا والتي كانت وراء موجة من التمرد ضد الحكومة المركزية. في عام 1908، أعلنت عناصر من الجيش الثالث وفيلق الجيش الثاني معارضتهم للسلطان وهددوا بالقيام بمسيرة في العاصمة لإقالته. تنحى عبد الحميد الثاني، والذي هزته موجة الاستياء، عن السلطة بينما أبتهج الأرمن، واليونانيون، والسريان، والعرب، والبلغار، والأتراك على حد سواء بتنازله.

### مجزرة أضنة عام 1909

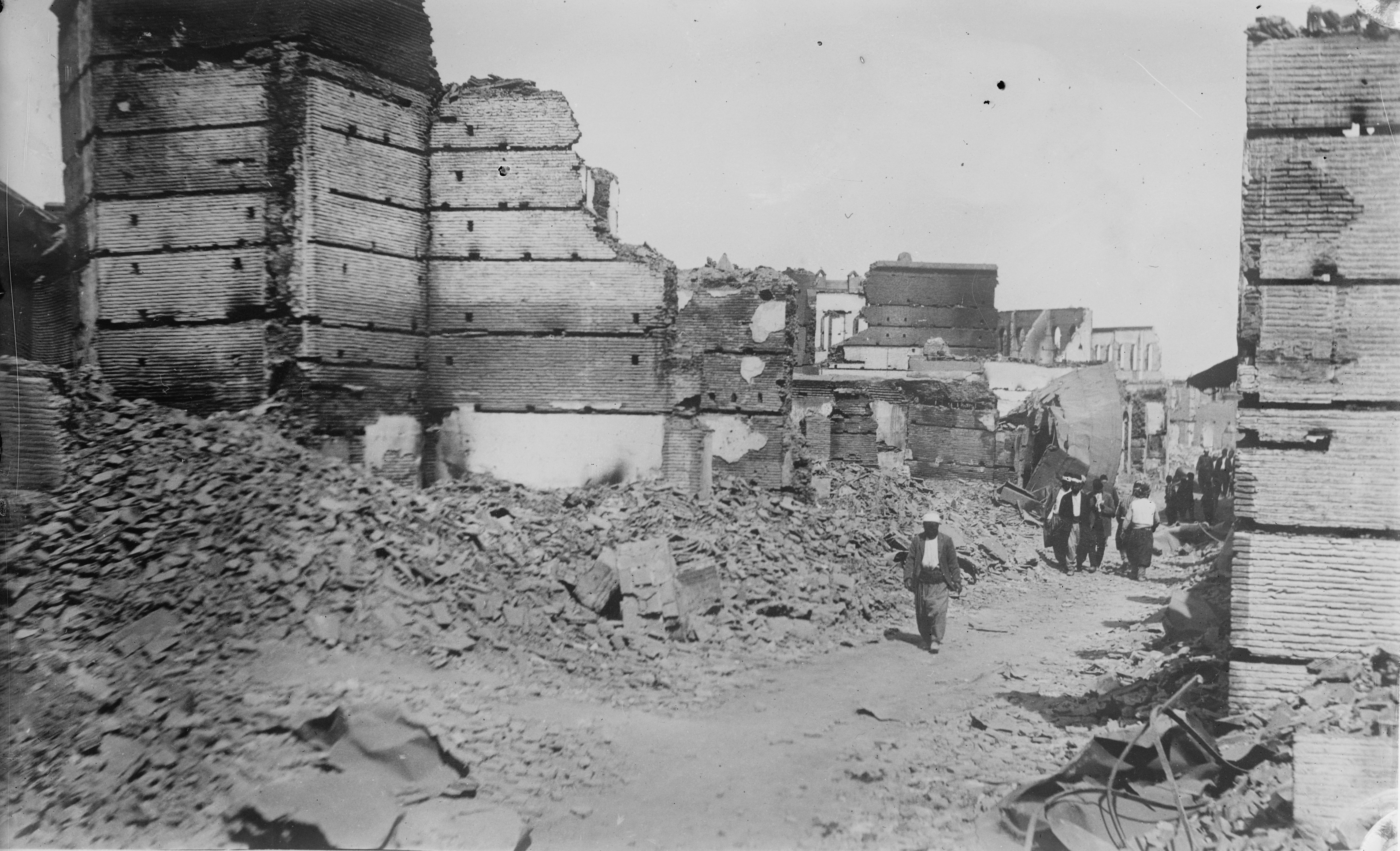
أحد أحياء الأرمن في أضنة بعد المجزرة، صورة من سنة 1909.

حدثت مقاومة مضادة في أوائل عام 1909، مما أدى في النهاية إلى حادث 31 مارس في 13 أبريل 1909. بعض العناصر العسكرية العثمانية، انضم إليها طلاب إسلاميون، والتي هدفت إلى إعادة السيطرة على البلاد إلى السلطان وحكم الشريعة الإسلامية. اندلعت أعمال الشغب والقتال بين القوات الرجعية وقوات جمعية الاتحاد والترقي، إلى أن تمكن جمعية الاتحاد والترقي من إخماد الانتفاضة ومحاكمات قادة المعارضة العسكرية.
في حين أن الحركة استهدفت في البداية حكومة تركيا الفتاة، فقد امتدت إلى مذابح ضد الأرمن الذين كان يُنظر إليهم على أنهم يدعمون إعادة الدستور.:68–69 وشارك حوالي 4,000 مدني وجندي تركي في الهياج. وتشير التقديرات إلى أن عدد الأرمن الذين قتلوا في مجزرة أضنة تتراوح بين 15,000 إلى حوالي 30,000 شخص.:69 وحصلت المجزرة بمساعدة بعض سكان أضنة من الأتراك، بحق السكان الأرمن المسيحيين. أدت المجزرة إلى مقتل ما لا يقل من 15,000 إلى 30,000 أرمني من قاطني أضنة وما حولها.
كانت المجزرة متجذرة في الاختلافات السياسية والاقتصادية والدينية. تم وصف الشريحة الأرمنية من سكان أضنة بأنها «الأغنى والأكثر ازدهارًا»؛ وشمل العنف تدمير «الجرارات وغيرها من المعدات الآلية».

### الصراع في البلقان وروسيا
في عام 1912، اندلعت حرب البلقان الأولى وانتهت مع هزيمة الدولة العثمانية فضلا عن خسارة 85% من أراضيها الأوروبية. رأى الكثيرون في الدولة هزيمتهم «عقاب الله الإلهي لمجتمع لا يعرف كيف يجمع نفسه»:84 وأصبحت الحركة القومية التركية في البلاد تدريجياً ترى الأناضول ملاذهم الأخير. وشكّل السكان الأرمن أقلية كبيرة في هذه المنطقة.
كانت إحدى النتائج الهامة لحروب البلقان هي الطرد الجماعي للمسلمين من البلقان. ابتداءً من منتصف القرن التاسع عشر، تم طرد مئات الآلاف من المسلمين، بما في ذلك الأتراك والشركس والشيشان، قسراً في حين هاجر آخرون طواعية من القوقاز والبلقان (الروملي) كنتيجة للحروب التركية الروسية، والإبادة الجماعية الشركسية والنزاعات في البلقان. كان المجتمع المسلم في الدولة العثمانية غاضباً من تدفق اللاجئين هذا. وقد كشفت صحيفة نشرت في القسطنطينية عن مزاج العصر: «فليكن هذا تحذيرًا... أيها المسلمون، لا تشعروا بالراحة! لا تدعوا دمكم باردًا قبل الانتقام».:86 وأستقر ما يصل إلى 850,000 من هؤلاء اللاجئين في المناطق التي يقيم فيها الأرمن. واستاء المهاجرون من وضع جيرانهم الأثرياء نسبياً، وكما لاحظ المؤرخ تانار أكسام وآخرون، حيث لعب بعضهم دور محوري في قتل الأرمن ومصادرة ممتلكاتهم خلال الإبادة الجماعية.:86–87

## الحرب العالمية الأولى
في 2 نوفمبر من عام 1914، افتتحت الدولة العثمانية المسرح الشرق أوسطي للحرب العالمية الأولى عن طريق الدخول في أعمال عدائية إلى جانب القوى المركزية وضد قوات الحلفاء. أثّرت معارك حملة القوقاز وحملة بلاد فارس وحملة جاليبولي على العديد من المراكز الأرمنية المكتظة بالسكان. قبل دخول الحرب، أرسلت الحكومة العثمانية ممثلين إلى الكونغرس الأرمني في أرضروم لإقناع الأرمن العثمانيين بتسهيل غزوها عبر القوقاز وبالتحريض على تمرد الأرمن الروس ضد الجيش الروسي في حالة فتح جبهة القوقاز.:136 وفي 24 ديسمبر من عام 1914، نفذ وزير الحرب أنور باشا خطة لتطويق وتدمير الجيش الروسي القوقازي في ساريكاميش من أجل استعادة الأراضي التي فقدت في روسيا بعد الحرب الروسية التركية في الفترة من 1877-1878. وتم هزيمة قوات إنور باشا في المعركة، ودمرت بالكامل تقريباً. بالعودة إلى القسطنطينية، ألقى أنور باشا باللوم علانية على هزيمته على الأرمن في المنطقة والتي انحازت إلى جانب الروس.:200 وفي نوفمبر من عام 1914، أعلن شيخ الإسلام الجهاد ضد المسيحيين: وقد استخدم هذا لاحقًا عامل لإثارة الجماهير الراديكالية في تنفيذ الإبادة الجماعية للأرمن.

### كتائب العمال
في 25 فبراير من عام 1915، أصدرت الأركان العامة العثمانية توجيه وزير الحرب أنور باشا 8682 بشأن «زيادة الأمن والاحتياطات» لجميع الوحدات العسكرية التي تطالب بالإطاحة لجميع الأرمن الذين يخدمون في القوات العثمانية من مناصبهم وتسريحهم. وتم تكليفهم بالكتائب العمالية غير المسلحة (بالتركيَّة: amele taburları). واتهم التوجيه البطريركية الأرمينية بإطلاق أسرار الدولة للروس. وشرح أنور باشا هذا القرار بأنه «خوفًا من التعاون مع الروس». تقليدياً، كان الجيش العثماني يجند فقط الذكور غير المسلمين الذين تتراوح أعمارهم بين 20 و45 في الجيش النظامي. وكان الجنود الأصغر سناً (15-20) وكبار السن (45-60) من غير المسلمين يُستخدمون دائمًاً كدعم لوجستي من خلال كتائب العمال. قبل شهر فبراير، تم استخدام بعض المجندين الأرمن كعمال (هامل)، على الرغم من أنه تم اعدامهم في نهاية المطاف. وكان إعادة توزيع المجندين الأرمن من القتال النشط إلى السلبي، وللأقسام اللوجستية غير المسلحة مقدمة مهمة مؤشراً هاماً للإبادة الجماعية اللاحقة. كما ورد في «مذكرات نعيم بك»، أن إعدام الأرمن في هذه الكتائب كان جزءًا من إستراتيجية جمعية الاتحاد والترقي المتعمدة. وتم إعدام العديد من هؤلاء المجندين الأرمن من قبل العصابات التركية المحلية.:178

### وان، أبريل 1915

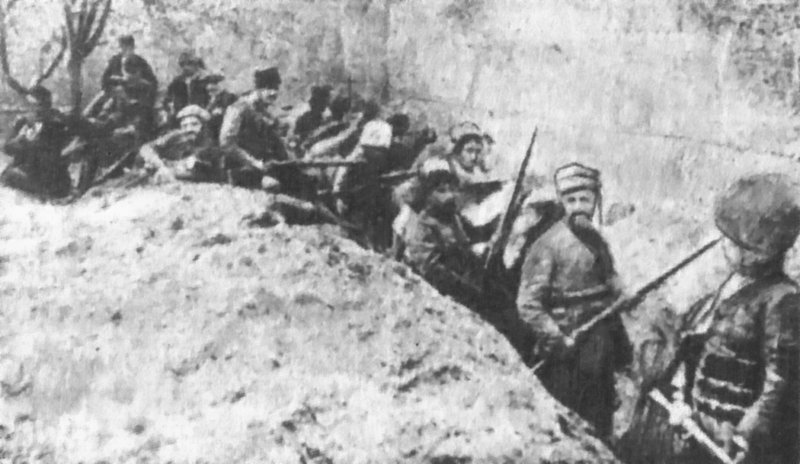
مدنيون أرمن مسلحون ووحدات للدفاع عن النفس خلال حصار وان في أبريل - مايو من عام 1915.

في 19 أبريل من عام 1915، طالب جودت بك بأن تزود مدينة وان فورًا 4,000 جندي تحت ذريعة التجنيد. ومع ذلك، كان من الواضح بالنسبة للسكان الأرمن أن هدفه كان قتل الرجال القادرين على العمل في وان حتى لا يكون هناك مدافعون. وقد استخدم جفديت بك بالفعل أمره الرسمي في القرى المجاورة، ظاهريًا للبحث عن الأسلحة، لكن في الواقع بدأ في مذابح بالجملة.:202 وعرض الأرمن 500 جندي وإعفاءًا من المال للباقي من أجل شراء الوقت، واتهم جفديت بك الأرمن «بالتمرد» وأكد عزمه على «سحقهم» بأي ثمن. «إذا أطلق المتمردون طلقة واحدة»، أعلن: «سأقتل كل رجل وامرأة ورجل مسيحي» (مشيرا إلى ركبته) «وكل طفل، حتى هنا».:205
في اليوم التالي، في 20 أبريل من عام 1915، بدأ حصار وان عندما تعرضت امرأة أرمنية للمضايقة، وقُتل رجلان من الأرمن اللذان قاما لمساعدتها على أيدي الجنود العثمانيين. وقام المدافعون الأرمن بحماية 30,000 من السكان وحوالي 15,000 لاجئ يعيشون في منطقة بلغت مساحتها حوالي كيلومتر مربع واحد من الحي الأرمني وضاحية آغيستان مع 1,500 بندقية من القوات المسلحة والتي تم تزويدها بحوالي 300 بندقية وحوالي 1,000 مسدّس وأسلحة قديمة. واستمر النزاع حتى جاء الجنرال نيكولاي يودنيتش من روسيا لإنقاذهم.
وصلت تقارير النزاع إلى سفير الولايات المتحدة في الدولة العثمانية هنري مورغنثاو، من مدينة حلب ووان، مما دفعه إلى إثارة هذه القضية شخصياً مع طلعت وأنور باشا. كما وذكر لهم شهادات مسؤولي القنصلية، وقد برروا عمليات الترحيل على أنها ضرورية لإدارة الحرب، مما يشير إلى أن تواطؤ أرمن وان مع القوات الروسية التي سيطرت على المدينة برّر اضطهاد جميع الأرمن.:300

### توقيف وترحيل الأعيان الأرمن، أبريل 1915

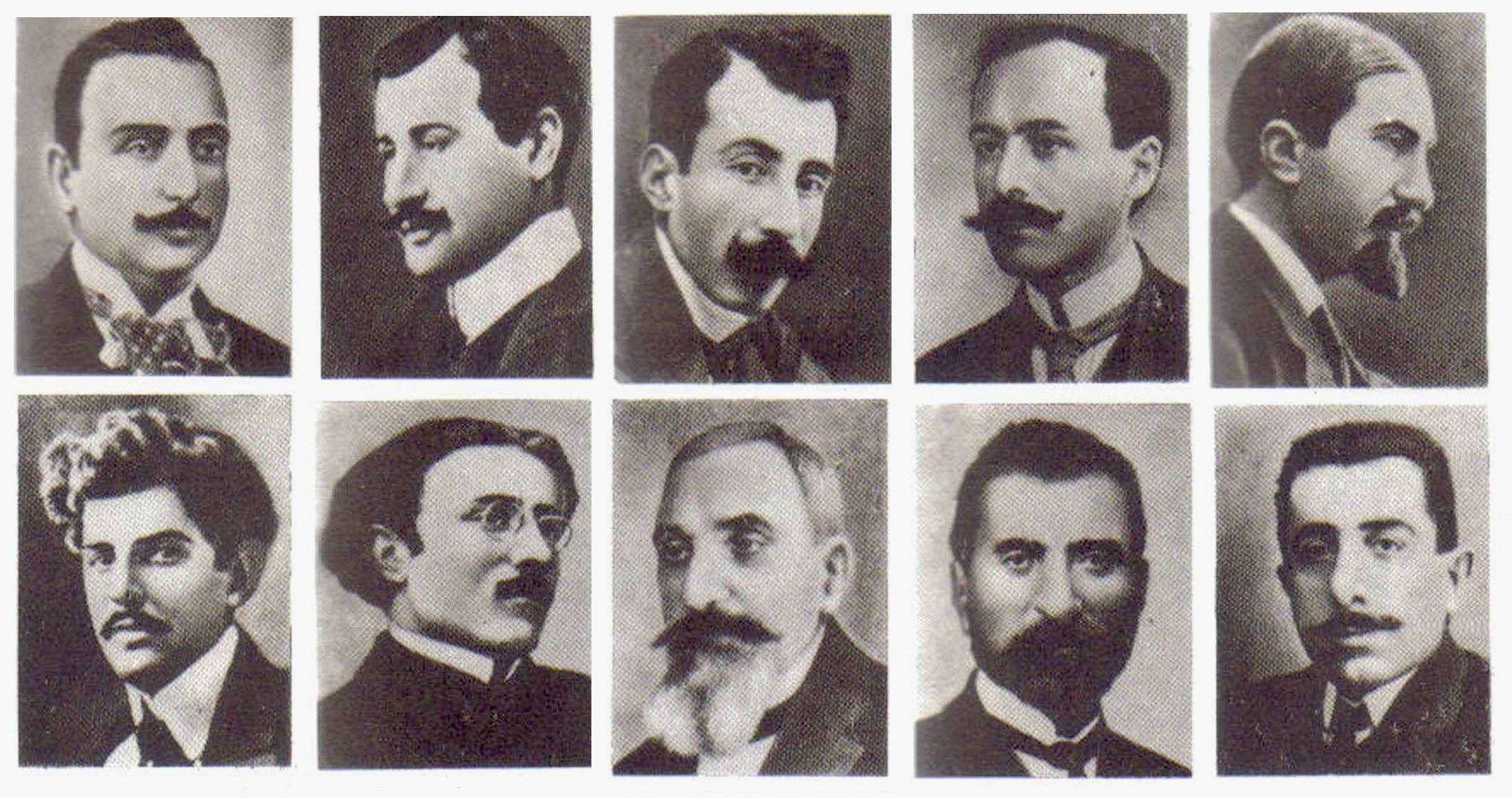
جموعة صور لعدد من المثقفين والنخبة الارمنية الإسطنبولية ممن أعدموا من قبل الحكومة العثمانية في 24 أبريل 1915 والتي كانت فاتحة مذابح الأرمن.

بحلول عام 1914، بدأت السلطات العثمانية بالفعل حملة دعائية لإظهار الأرمن الذين يعيشون في الدولة العثمانية كتهديد لأمن الإمبراطورية. ووصف موظف بحري عثماني في مكتب الحرب التخطيط:
ترحيل المثقفين الأرمن ويُعرفُ أحيانًا باسم الأحد الأحمر (بالأرمنية: Կարմիր կիրակի) كان أول حدث كبير وذو ملحوظية واهتمام ممّا جرى خلالَ الإبادة الجماعية للأرمن، حيث شنّت الحكومة العثمانية وعاصمتها القسطنطينية حملة على المثقفين منَ الأرمن في العديد من المناطق والمدن من أجل القبضِ عليهم وترحيلهم في وقتٍ لاحق. من أجلِ القيام بذلك؛ صدرَ أمرٌ رسمي منَ وزير الداخلية طلعت باشا في 24 أبريل 1915. في تلك الليلة؛ قُبضَ على الموجة الأولى والتي كانَ قوامها ما بينَ 235 حتّى 270 من المفكرين الأرمن في مدينة القسطنطينية وحدها. بلغَ في نهاية المطاف إجمالي الاعتقالات والترحيل 2,345. اعتُمدَ قانون التهجير في 29 مايو 1915؛ لذلك تمّ نقل هؤلاء المعتقلين في وقت لاحق خارجَ الإمبراطورية العثمانية في حين أنّ معظمهم قد قُتل مُقابل نجاة القليل منهم بعد تدخل معارفهم مثلَ فرتانيس بابازيان وكوميتاس. وُصفَ هذا الحدث من قِبل المؤرخين بشتّى الأوصاف بل شُبهَ بحملة إضراب قطع الرأس، والتي كانت تهدف إلى حرمان السكان الأرمن من فرصة تشكيل أي مقاومة تُدافع عنهم وعن حقوقهم.
بعد إقرار قانون الترحيل في 29 مايو من عام 1915، تم ترحيل القادة الأرمن، بإستثناء القلة الذين تمكنوا من العودة إلى القسطنطينية، وبشكل تدريجي تم اغتيالهم. يتم الاحتفال بتاريخ 24 أبريل كذكرى إحياء ذكرى الإبادة الجماعية من قبل الأرمن في جميع أنحاء العالم. اليوم؛ تُحيى ذكرى ضحايا الإبادة الأرمنية في 24 أبريل من كلّ عام وفيها يتذكر الأرمن ما حصلَ لمثقفيهم من تنكيل وتعذيب وإعدامات جماعيّة. في الوقت الحالي؛ صارَ يوم الـ 24 من نيسان عيدًا وطنيًا في أرمينيا وجمهورية مرتفعات قرة باغ كما يحتفلُ بهِ الشتات الأرمن في جميع أنحاء العالم.

### التهجير والإبادة

خريطة تشرح سير عمليات الإبادة الأرمنية.

في مايو من عام 1915، طلب محمد طلعت باشا من الحكومة والصدر الأعظم سعيد حليم باشا تقنين إجراءات لترحيل الأرمن إلى أماكن أخرى بسبب ما أسماه طلعت باشا «أعمال الشغب والمجازر الأرمنية، والتي نشأت في عدد من الأماكن في الدولة». إلا أن طلعت باشا كان يشير على وجه التحديد إلى الأحداث التي وقعت في وان ووسع نطاق التنفيذ ليشمل المناطق التي قد تؤثر فيها «أعمال الشغب والمذابح» المزعومة على أمن منطقة الحرب في حملة القوقاز. في وقت لاحق، اتسع نطاق الترحيل ليشمل الأرمن في المقاطعات الأخرى.

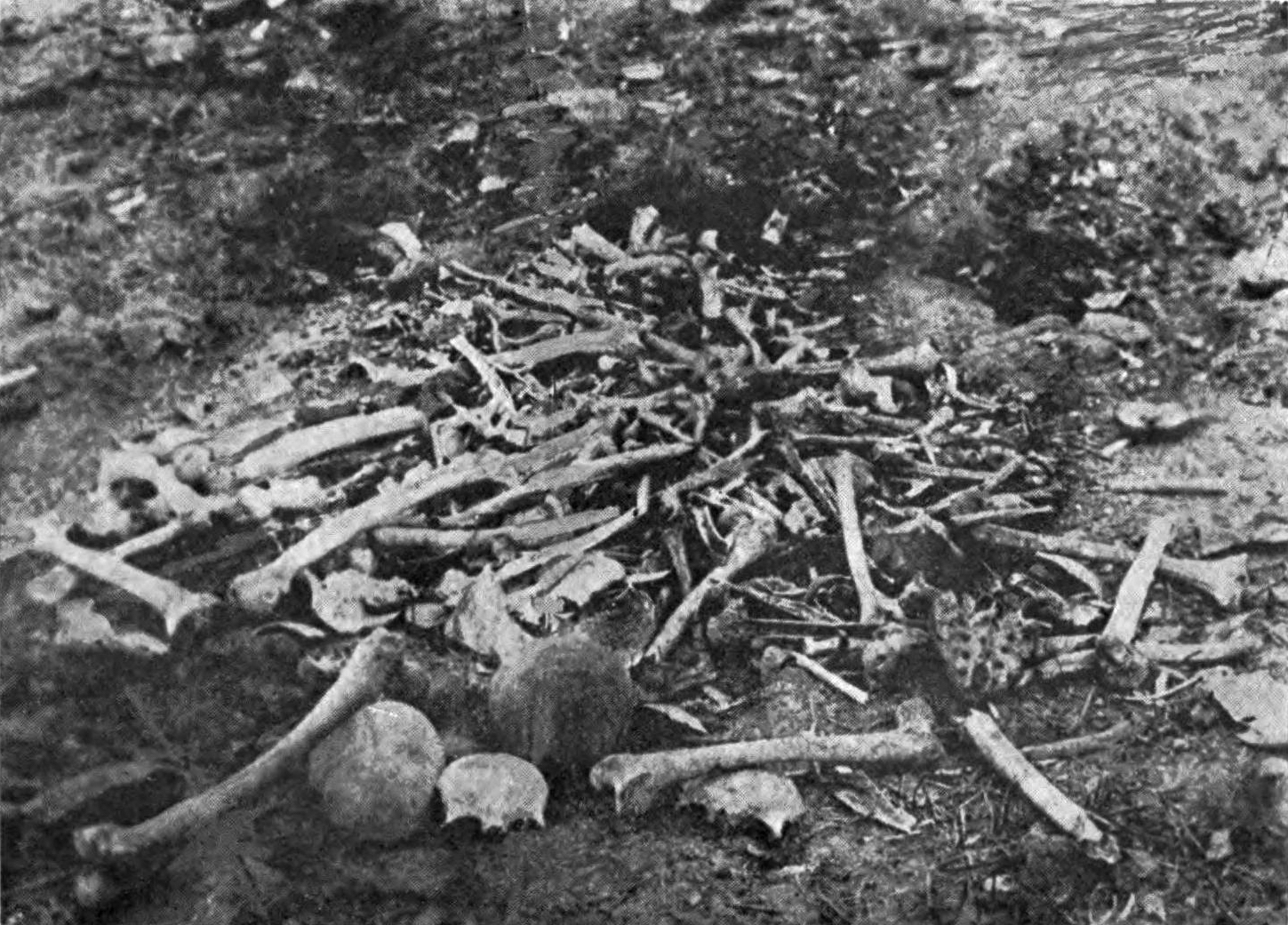
بقايا عظام تعود لأرمن ذبحوا في أرزينجان.

أصدر قانون التهجير وهو قانون مؤقت أصدره البرلمان العثماني في 27 مايو من عام 1915 لتقنين ترحيل رعايا الدولة العثمانية من الأرمن، ضمن مجموعة من الإجراءات الاستثنائية التي اتخذتها الحكومة العثمانية ضد رعاياها من الأرمن أثناء الحرب العالمية الأولى. وقد توفي أثناء عمليات «إعادة التوطين» عدد كبير من الأرمن قدرته بعض المصادر بستمائة ألف، وقدرته مصادر أخرى بمليون وثمانمائة ألف شخص، مما أدى إلى وصف هذه العمليات بالإبادة الجماعية للأرمن. وقد وضع هذا القانون محل التنفيذ بدءًا من 1 يونيو 1915، وانتهى مفعوله في 8 فبراير 1916، غير أن بعض الوثائق العثمانية تبين أن تهجير الأرمن بدأ بالفعل منذ 2 مارس 1915. ومنحت الحكومة العثمانية تصريحًا عسكريًا لترحيل أي شخص «شعرت به» على أنه تهديد للأمن القومي.:186–88
ومع تنفيذ قانون التهجير، فإن مصادرة الممتلكات الأرمنية وذبح الأرمن التي أعقبت سن القانون أثارت غضب الكثير من العالم الغربي. في حين أن قوات الحلفاء في عهد الحرب العثمانية لم يقدموا سوى القليل من الاحتجاجات، فإن ثروة من الوثائق التاريخية الألمانية والنمساوية قد شهدت منذ ذلك الحين شهود وشهادات على عمليات القتل والتجويع الجماعي للأرمن.:329–31:212–13 في الولايات المتحدة، نشرت صحيفة نيويورك تايمز تقريراً شبه يومي عن القتل الجماعي للشعب الأرمني، واصفة العملية بأنها «منهجية»، و«مرخصة» و«نظمتها الحكومة». في وقت لاحق وصف ثيودور روزفلت الأحداث بأنها «أعظم جريمة حرب».

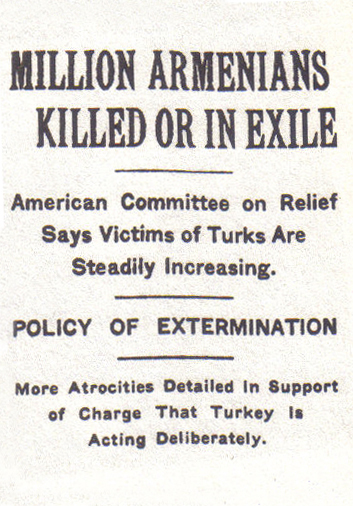
العنوان الرئيسي لصحيفة نيويورك تايمز في 15 ديسمبر من عام 1915؛ تذكر المقالة في الجريدة أن قريب المليون شخص قتلوا أو تم نفيهم على أيدي الأتراك.

يقول المؤرخ هانس لوكاس كيسر إنه من الواضح من تصريحات طلعت باشا أن المسؤولين العثمانيين كانوا على علم بأن أمر الترحيل كان إبادة جماعية. ويقول مؤرخ آخر، وهو تانر أكسام، أن البرقيات تظهر أن التنسيق الشامل للإبادة قد تم الإطلاع عليه من قبل طلعت باشا. في عام 2017، تمكن أكسام من الوصول إلى أحد البرقيات الأصلية، والمحفوظة في مدينة القدس، والتي استفسرت عن التصفية الجسدية للسكان الأرمن والقضاء عليهم.
خلال فترة الحرب العالمية الأولى قام الأتراك بالتعاون مع بعض العشائر الكردية بإبادة مئات القرى الأرمنية شرقي البلاد في محاولة لتغيير ديموغرافية تلك المناطق لاعتقادهم أن هؤلاء قد يتعاونون مع الروس والثوار الأرمن. كما أجبروا القرويين على العمل كحمالين في الجيش العثماني ومن ثم قاموا بإعدامهم بعد انهاكهم. غير أن قرار الإبادة الشاملة لم يتخذ حتى ربيع 1915، ففي 24 نيسان 1915 قام العثمانيون بجمع المئات من أهم الشخصيات الأرمنية في إسطنبول وتم إعدامهم في ساحات المدينة. بعدها أمرت جميع العوائل الأرمنية في الأناضول بترك ممتلكاتها والانضمام إلى القوافل التي تكونت من مئات الالآف من النساء والأطفال في طرق جبلية وعرة وصحراوية قاحلة. وغالبا ما تم حرمان هؤلاء من المأكل والملبس. فمات خلال حملات التهجير هذه حوالي 75% ممن شارك بها وتُرك الباقون في صحاري بادية الشام.
ويروي أحد المراسلين الأمريكيين إلى مدينة الرها:
أثناء الإبادة الأرمنية التي نفذتها الحكومة العثمانية وبالتحديد حزبُ تركيا الفتاة والقوات المسلحة التركية وبعضٌ من عامّة الجمهور في حقّ الأرمن؛ حصلت حملة منهجية شملت الإبادة الجماعية والاغتصاب ضد الإناث من الأرمن والأطفال من كلا الجنسين. قبل بداية الإبادة الجماعية؛ اعتمدت الحكومة العثمانية على أسلوب موحد استخدمتهُ لتخويف السكان الأرمن ألا وهوَ الإذلال الجنسي. لم تتعرض النساء والفتيات للاغتصاب فقط، بل أُجبرت الكثير منهم على الزواج القسري والتعذيب والإكراه على البغاء هذا فضلًا عن بيعهن في سوق النخاسة وتشويه أعضائهنّ الجنسية. في هذا السياق؛ ذكرَ هاينريش بيرغفيلد قنصل الدولة الألمانية في طرابزون أن «عديد النّساء والفتيات قد تمّ اغتصابهن... كان ذلك جزءًا من خطة كاملة لإبادة الأرمن.» من جهة أخرى اعترفَ كل من مسؤولي الدولة التركية، الأمريكية، النمساوية والألمانية بأنّ الإبادة الجماعية شهدت حملة اغتصاب منهجي كأسلوب من أساليب الضغط.

#### مسيرات الموت

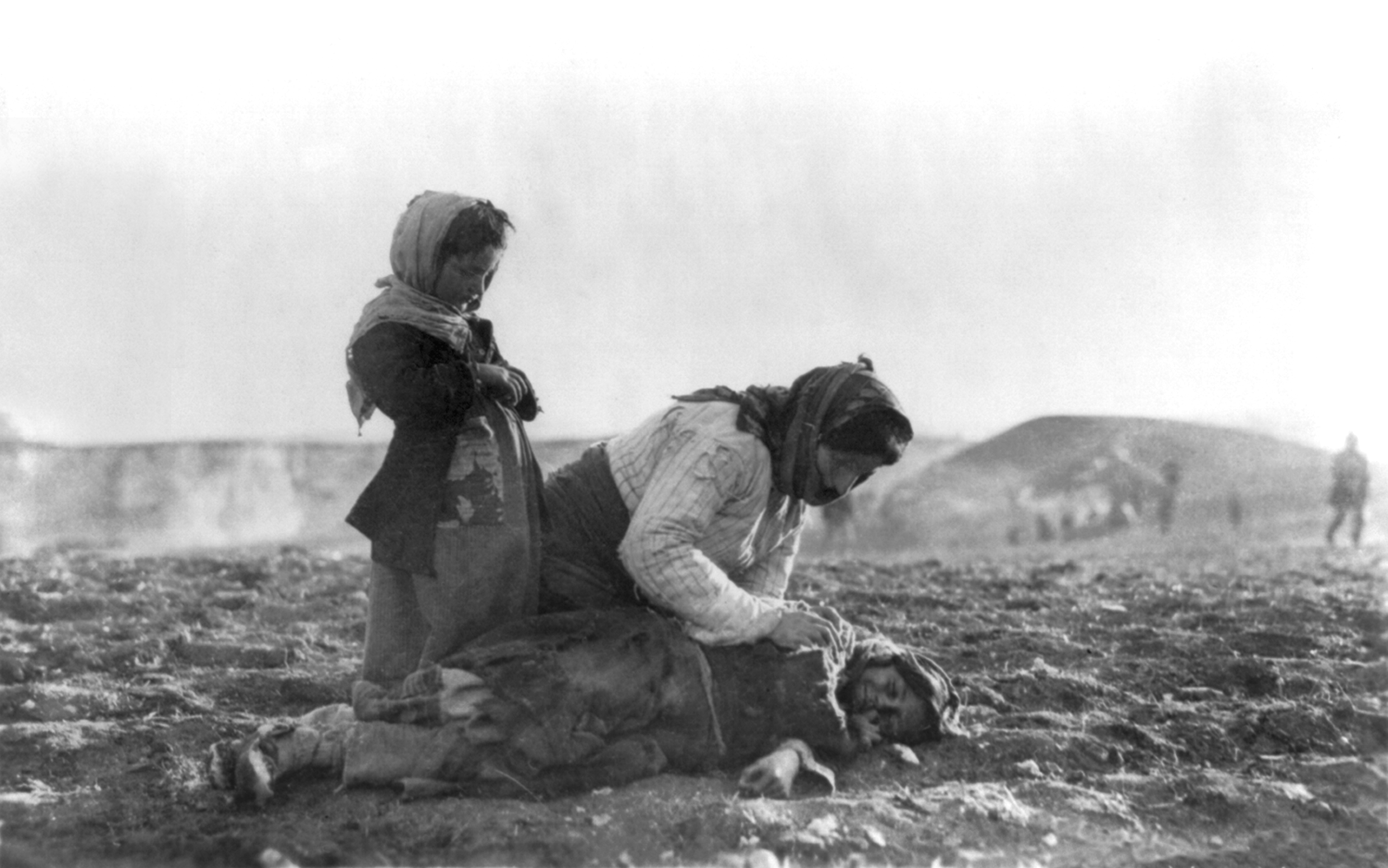
مرأة أرمنية راكعة بجانب طفل ميت في حقل في حلب.

وصل الأرمن المرحلين إلى مدينة دير الزور السورية والصحراء المحيطة. واحتفظت الحكومة العثمانية عمداً بالمرافق والإمدادات التي كانت ضرورية للحفاظ على حياة مئات الآلاف من المرحلين الأرمن أثناء وبعد مسيرتهم القسرية إلى الصحراء السورية. وبحلول أغسطس من عام 1915، كررت صحيفة نيويورك تايمز تقريراً غير منسق بأن «الطرق ونهر الفرات مليئة بجثث المنفيين، وأن الذين كانوا على قيد الحياة حُكم عليهم بالموت. إنها خطة لإبادة الشعب الأرمني كله». كان كل من طلعت باشا وجمال باشا يدركان تمامًا أنه من خلال التخلي عن المرحلين الأرمن في الصحراء، كان محكوم عليهم بالموت. وقد نقلت صحيفة نيويورك تايمز في أغسطس من عام 1916 على نطاق واسع رسالة من «مصدر دبلوماسي رفيع في تركيا، وليس أمريكياً، عن شهادة شهود جديرين بالثقة» حول محنة المرحلين الأرمن في شمال الجزيرة العربية ووادي الفرات السفلى:
وبالمثل، أشار الميجور جنرال كريس فون كرسنشتاين إلى أنَّ «السياسة التركية المتمثلة في التسبب في المجاعة هي دليل واضح للغاية، وإذا كان لا يزال هناك حاجة إلى دليل على من هو المسؤول عن المجزرة، فهو العزم التركي على تدمير الأرمن».:350
كما شهد المهندسون والعمال الألمان الذين شاركوا في بناء السكك الحديدية أيضاً عن ترحيل الأرمن المحتشدين في سيارات الماشية وشحنهم على طول خط السكك الحديدية. أرسل فرانز غونتر، وهو ممثل عن دويتشه بنك والذي كان يمول بناء محطة سكة حديد بغداد، صورًا لمسؤوليه، وعبر عن شعوره بالإحباط من الاضطرار إلى الصمت وسط هذه «القسوة الوحشية» ضد الأرمن.:326 وتحدث اللواء أوتو فون لوزو، الملحق العسكري بالإنابة ورئيس المفوض العسكري الألماني في الدولة العثمانية، عن النوايا العثمانية في مؤتمر عُقد في باتومي في عام 1918:
كان الاغتصاب جزءًا لا يتجزأ من الإبادة الجماعية؛  وأخبر القادة العسكريون رجالهم أن «يفعلوا [بالنساء] كل ما تتمناه»، مما أدى إلى انتشار الاعتداء الجنسي على نطاق واسع. وتم عرض المبعدين عراة في دمشق وبيعت النساء كعبيد جنس في بعض المناطق، بما في ذلك مدينة الموصل وفقاً لتقرير القنصل الألماني هناك، مما شكل مصدراً هاماً للدخل للجنود المرافقين. وسمع الدكتور والتر روسلر، وهو القنصل الألماني في حلب أثناء الإبادة الجماعية، من أرمني «موضوعي» أن حوالي ربع الفتيات الشابات، اللواتي كان مظهرهن «أكثر أو أقل إرضاء»، تعرضن للاغتصاب بشكل منتظم من قبل رجال الدرك العثماني، والأكثر «جمالاً» انتهكها 10-15 رجلاً. هذا أدى إلى ترك الفتيات والنساء وراء الموت.

#### معسكرات الاعتقال
قامت الحكومة العثمانية بتأسيس شبكة من 25 معسكر اعتقال للتخلص من الأرمن الذين نجوا من عمليات الترحيل حتى نقطة النهاية. هذه الشبكة، والتي تقع في منطقة الحدود الحالية لتركيا مع العراق وسوريا، كانت من إخراج شوكرو كايا، أحد رجال المقربين لطلعت باشا. وكانت بعض المخيمات مجرد نقاط عبور مؤقتة. تم استخدام البعض الآخر، مثل رادجو، وكاتما، وعزاز، لفترة وجيزة كمقابر جماعية ثم تم إخلاؤها بحلول الخريف من عام 1915. تم بناء معسكرات مثل لالي وتيفريدجي وديبسي ودال ايل وراس العين خصيصًا لأولئك الذين كانت حياتهم المتوقعة أن تكون لمجرد بضعة أيام. ووفقاً لباحث الإبادة الجماعية هيلمار كايزر، رفضت السلطات العثمانية توفير الغذاء والماء للضحايا الأرمن، مما أدى إلى زيادة معدل الوفيات. وفقاً لدليل أكسفورد لدراسات الإبادة الجماعية، «كان المسلمون متلهفين للحصول على النساء الأرمن. وقد سجلت السلطات مثل هذه الزيجات لكنها لم تسجل أو توثق وفاة الأزواج الأرمن السابقين».
سافر بيرناو، وهو مواطن أمريكي من أصل ألماني، إلى المناطق التي كان يسجن فيها الأرمن وكتب تقريرا اعتبره روسيلر، وهو القنصل الألماني في حلب، وأبلغ عن وجود مقابر جماعية تحتوي على أكثر من 60,000 شخص في منطقة مسكنة وأعداد كبيرة من تلال الجثث، حيث مات الأرمن بسبب الجوع والمرض. وأفاد بأنه شاهد 450 يتيماً، حصلوا على أكثر من 150 غراما من الخبز يومياً، في خيمة من خمسة إلى ستة أمتار مربعة. اجتاح مرض زحار المخيم وأيام مرت بين حالات توزيع الخبز على البعض. في «أبو هريرة»، بالقرب من مسكنة، وصف كيف أن الحراس تركوا 240 أرمنياً يموتون جوعاً، وكتبوا أنهم قاموا بتفتيش «روث الخيول» للحبوب.

### المنظمة الخاصة في تركيا
أسست جمعية الاتحاد والترقي «المنظمة الخاصة» (بالتركية: Teşkilât-ı Mahsusa) والتي شاركت في تدمير المجتمع الأرمني العثماني. وتبنت هذه المنظمة اسمها في عام 1913 وعملت كأنها مجموعة من القوات الخاصة، وقارنها بعض الباحثين مع منظمة أينزاتسغروبن.:97:182, 185 وفي وقت لاحق من عام 1914، أثرت الحكومة العثمانية على الإتجاه الذي ستتخذه المنظمة الخاصة عن طريق الإفراج عن المجرمين من السجون المركزية لتكون جزءاً من العناصر المركزية في هذه المنظمة الخاصة المشكلة حديثًا. ووفقاً لهيئات مظهر المرتبطة بالمحكمة في نوفمبر من عام 1914، تم الإفراج عن 124 مجرمًا من سجن بونيان. شيئاً فشيئاً من نهاية عام 1914 إلى بداية عام 1915، تم إطلاق سراح المئات، ثم الآلاف من السجناء لتشكيل أعضاء هذه المنظمة. في وقت لاحق، تم اتهامهم بمرافقة قوافل المرحلين الأرمن. دعا وهيب باشا، قائد الجيش الثالث العثماني، أعضاء المنظمة الخاصة باسم «جزارين الجنس البشري».

### المجازر

#### الحرق الجماعي

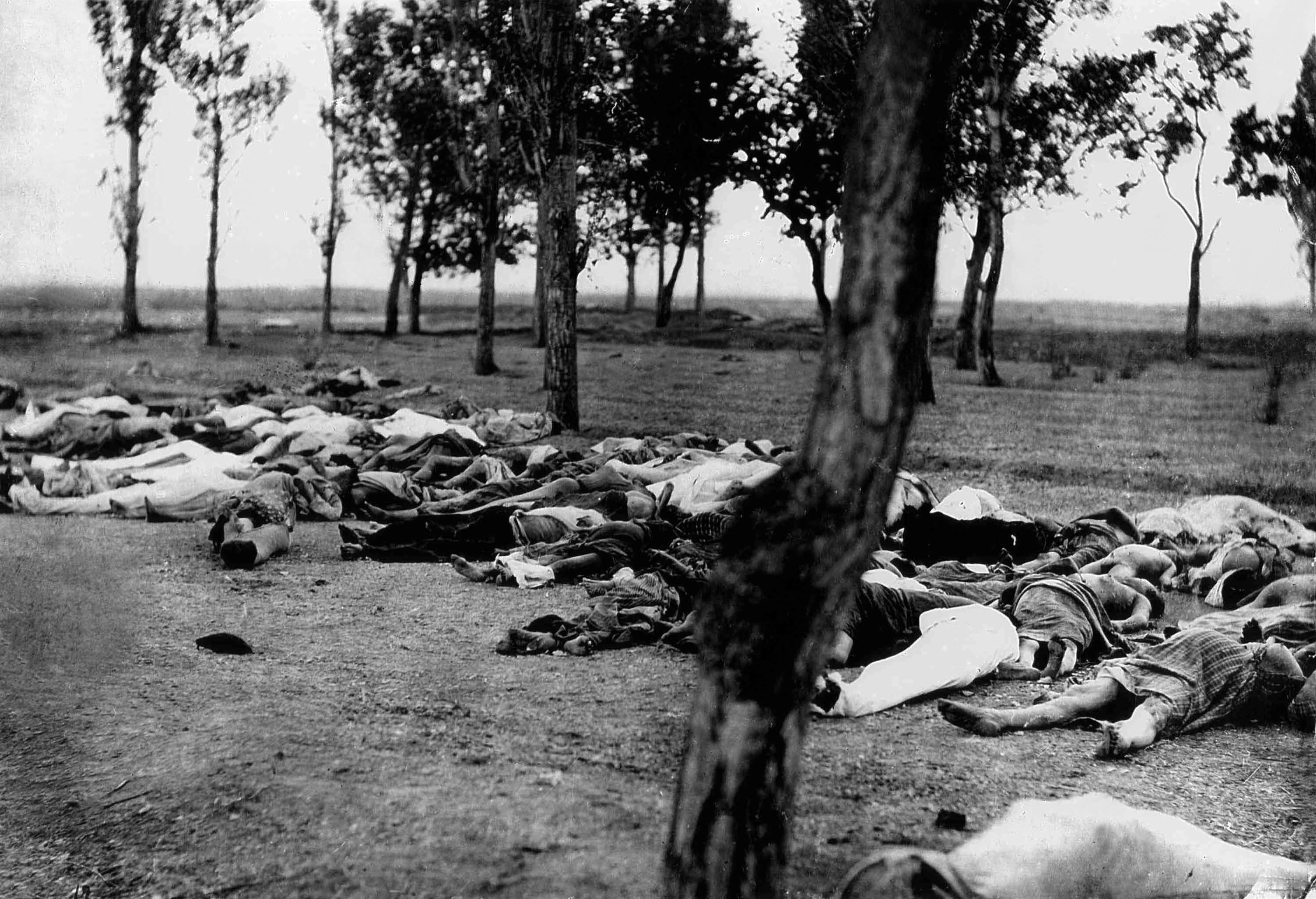
عن هذه الصورة كتب السفير الأمريكي قائلا, : «مشاهد كهذه كانت شائعة في جميع المقاطعات التي يسكنها الأرمن، في أشهر الصيف والربيع من سنة 1915، الموت كان في عدة صور -مذابح، مجاعات، تهجير قسري- تسببت في أذية السواد الأعظم من اللاجئين، السياسة التركية كانت تقضي بالإبادة مع النفي في العلن»...-سفير الولايات المتحدة في إسطنبول 1915-

كان إيتان بلكيند عضوًا في شبكة نيلي التجسسية قد تسلل إلى الجيش العثماني كمسؤول رسمي. تم تعيينه في مقر كمال باشا. شهد عن حرق حوالي 5,000 الأرمن.:181, 183
يصف اللفتنانت حسن معروف من الجيش العثماني كيف تم جمع سكان القرية من الأرمن كلها ثم حرقهم. وتم تقديم شهادة قائد القائد الثالث لجيش فيبيه، والتي كانت مؤرخة في 5 ديسمبر من عام 1918، في سلسلة محاكمات طرابزون (29 مارس من عام 1919) والمتضمنة في لائحة الاتهام الرئيسية، قد أبلغت عن إحراق جماعي لسكان قرية بأكملها بالقرب من موش: «كانت أقصر طريقة للتخلص من النساء والأطفال المركزين في مختلف المخيمات هي حرقهم». علاوة على ذلك، أفيد أن «السجناء الأتراك الذين شاهدوا على ما يبدو بعض هذه المشاهد كانوا مرعوبين من تذكر المشهد. لقد أخبروا الروس أن الرائحة الكريهة لجسد الإنسان المحترق بقيت في الهواء لعدة أيام بعد الحرق». كتب عالم الإبادة الجماعية فاهاكن دادريان أن 80,000 أرمني في 90 قرية عبر سهل موش قد أحرقوا في «اسطبلات».

#### الغرق
كانت طرابزون المدينة الرئيسية في مقاطعة طرابزون. وقال أوسكار س. هايزر القنصل الأمريكي في طرابزون: «هذه الخطة لم تتناسب مع ناي بيك... تم تحميل العديد من الأطفال في قوارب ونقلهم إلى البحر وألقي بهم في البحر». أدلى حافظ محمد، وهو نائب تركي خدم ترابزون، بشهادته خلال جلسة مجلس النواب البرلمانية في 21 ديسمبر من عام 1918 بأن «حاكم المقاطعة قام بتحميل الأرمن على المراكب الصغيرة وألقي بهم في البحر». وكتب القنصل الإيطالي في طرابزون في عام 1915، جياكومو غوريني: «رأيت الآلاف من النساء والأطفال الأبرياء يُوضعون على قوارب انقلبت في البحر الأسود». ويضع الباحث دادريان عدد الأرمن الذين قُتلوا في مقاطعة طرابزون من خلال الغرق بحوالي 50 ألف شخص. وذكرت محاكمات طرابزون أن الأرمن قد غرقوا في البحر الأسود؛ ووفقاً لشهادة، تم تحميل النساء والأطفال على متن قوارب في «ديرمندر» ليغرقوا في البحر.
كتب هوفمان فيليب، القائم بالأعمال الأمريكي في القسطنطينية: «وصلت أحمال القوارب المرسلة من بلدة الزور إلى النهر في آنا، على بعد ثلاثين ميلاً، مع اختفاء ثلاثة أخماس من الركاب».:246–7 وفقاً للباحث والصحفي روبرت فيسك، غرقت 900 امرأة أرمنية في بتليس، بينما في أرزينجان، أدت الجثث في نهر الفرات إلى تغيير مسار النهر لبضعة مئات من الأمتار. كما كتب الباحث دادريان أن «عددًا لا يحصى من الأرمن» قد غرقوا في نهر الفرات وروافده.

#### استخدام السم وتعاطي جرعات زائدة من المخدرات
ساهم الأطباء العثمانيون في تخطيط وتنفيذ الإبادة الجماعية. كان الطبيبان بهاء الدين شاكر ونظيم بك من الشخصيات البارزة في جمعية الاتحاد والترقي وكلاهما كانا يشغلان مناصب قيادية في المنظمة الخاصة. استخدم أطباء آخرون خبراتهم الطبية لتسهيل عمليات القتل، بما في ذلك تصميم طرق لتسمم الضحايا واستخدام الأرمن كمواضيع للتجارب البشرية القاتلة. وجادل دادريان بأن القتل الطبي النظامي في الإبادة الجماعية للأرمن كان مقدمة للتجارب النازية على البشر خلال الهولوكوست.
من الأساليب الطبية المحددة المستخدمة لقتل الضحايا ما يلي:
- جرعة زائدة من المورفين: خلال سلسلة محاكمة طرابزون في المحكمة العسكرية، وبحسب الجلسات بين 26 مارس و17 مايو من عام 1919، كتب مفتش خدمات الصحة في طرابزون الدكتور ضياء فؤاد في تقرير أن الدكتور صائب تسبب في وفاة الأطفال بحقن المورفين. زُعم أن هذه المعلومات قدمها طبيبان وهما راغب وفهيب، وهما زميلا الدكتور صائب في مستشفى طربزون للهلال الأحمر، حيث قيل إن تلك الفظائع ارتكبت فيها.[132]
- الغازات السامة: قام الدكتور ضياء فؤاد والدكتور عدنان، مدير الخدمات الصحية العامة في طرابزون، بتقديم إقرارات معلنة تتضمن استخدام الغاز في مدرستين لتنظيم الأطفال وإرسالهم إلى الميزانين لقتلهم باستخدام معدات غازية سامة.[131]
- تلقيح التيفوئيد: كتب الجراح العثماني الدكتور حيدر جمال «بناءاً على طلب من رئيس قسم الصرف الصحي للجيش الثالث في يناير عام 1916، عندما كان انتشار التيفوس مشكلة حادة، حيث تم تطعيم الأرمن الأبرياء المقرر ترحيلهم في آرزينكان مع الدم من مرضى حمى التيفوئيد دون أن يجعل الدم غير نشط».[131] كتب جيريمي هيو بارون: «كان الأطباء الأفراد متورطين بشكل مباشر في المجازر، بعد أن سمموا الرُضع، وقاموا بقتل الأطفال وأصدروا شهادات وفاة كاذبة من أسباب طبيعية. نظّم زوج شقيق ناظم الدكتور توفيق رشدو، المُفتش العام للخدمات الصحية، التخلص من الجثث الأرمنية بآلاف الكيلوغرامات من الجير على مدى ستة أشهر؛ والذي أصبح وزير الخارجية من عام 1925 إلى عام 1938».[133]

### الأسلمة
يذكر المؤرخ التركي تانر أكجام أن الأسلمة، التي نُفِّذت كسياسة دولة منهجية، «كانت عنصرًا هيكليًا للإبادة الجماعية بقدر ما كان التدمير المادي». وتم إجبار قسراً ما يقدر بحوالي 100,000 إلى 200,000 أرمني على اعتناق الإسلام. سُمح لبعض الأرمن باعتناق الإسلام والتهرب من الترحيل، لكن حيث تجاوزت أعدادهم نسبة 5 إلى 10 في المائة أو كان هناك خطر من قدرتهم على الحفاظ على جنسيتهم وثقافتهم، أصر النظام على تدميرهم المادي. وفقاً للمؤرخ أكجام وكيث ديفيد واتنبوغ غالباً ما يتم الاستيلاء على الشابات والفتيات للعمل خادمات في المنازل أو كعبيد للجنس. وتم اختطاف بعض الصبية للعمل كعمال بدون مقابل لدى أفراد مسلمين، أو تم إرسالهم بالتناوب إلى دور أيتام تديرها الدولة. تم الاستيلاء على بعض الأطفال بالقوة، لكن البعض الآخر تم بيعه أو التخلي عنه من قبل والديهم، من أجل إنقاذ حياتهم. تعرض معظمهم للاستغلال والأشغال الشاقة بدون أجر والتحول القسري للإسلام والاعتداء الجسدي والجنسي.
وفقاً للمؤرخ ريموند كيفوركيان هؤلاء النساء والأطفال الذين وقعوا في أيدي المسلمين أثناء الرحلة كان ينتهي بهم الأمر عادةً في أيدي الأتراك أو الأكراد، على عكس أولئك الذين تم أسرهم في سوريا من قبل العرب والبدو. بحسب المؤرخ الألماني هيلمار كايزر لم تعارض جمعية الاتحاد والترقي زواج الإناث الأرمنيات من أبناء الأسر المسلمة حيث أُجبرت النساء على اعتناق الإسلام وفقدن هويتهن الأرمنية. بمثل هذه الزيجات أو التبني، كان يُحق للعائلات المسلمة امتلاك ممتلكات الأسرة الأرمنية. وفقاً للمؤرخ كايزر قال القادة العسكريون الأتراك لرجالهم «افعلوا [بالنساء] ما يحلو لكم»، مما أدى إلى انتشار عمليات اغتصاب. يقول المؤرخ هيلمار كايزر أنه بالنسبة للأرمن، فإن «الاغتصاب يعني خسارة عبر الأجيال لا يُمكن إصلاحها في احترام الذات أو» الشرف"". على الرغم من أن النساء الأرمن جربن وسائل مختلفة لتجنب العنف الجنسي، إلا أن الانتحار في كثير من الأحيان هو الشكل الوحيد للهروب المُتاح لهن. وفقاُ للمؤرخ التركي تانر تم عرض المُبعدين عراة في دمشق وتم بيعهم كعبيد جنس في بعض المناطق، مما شكلَّ مصدر دخل مهم لمرافقين رجال الدرك. وتم بيع بعضهن في أسواق الرقيق العربي للحجاج المسلمين وانتهى بهم الأمر في أماكن بعيدة مثل تونس أو الجزائر.

### الاغتصاب
أثناء الإبادة الأرمنية حصلت حملة منهجية شملت الإبادة الجماعية والاغتصاب ضد الإناث الأرمنيات والأطفال الأرمن من كلا الجنسين. قبل بدأ الإبادة الجماعية؛ اعتمدت الدولة العثمانية على أسلوب موحد استخدمتهُ لتخويف السكان الأرمن ألا وهوَ الإذلال الجنسي. لم تتعرض النساء والفتيات للاغتصاب وفقط، بل أُجبرت الكثير منهنّ على الزواج القسري والتعذيب والإكراه على البغاء هذا فضلًا عن بيعهنّ في سوق النخاسة وتشويه أعضائهنّ الجنسية. في هذا السياق؛ ذكرَ السيّد هاينريش بيرغفيلد قُنصل الدولة الألمانية في طرابزون أن «عديد النّساء والفتيات قد تمّ اغتصابهن ... كان ذلك جزءًا من خطة كاملة لإبادة الأرمن.» من جهة أخرى اعترفَ كل من مسؤولي الدولة التركية، الأمريكية، النمساوية والألمانية بأنّ الإبادة الجماعية شهدت خملة اغتصاب منهجي كأسلوب من أساليب الضغط.
لم يكن الاغتصاب أحد أهداف الإبادة الجماعية لكنّ الجنود فعلوا ما يحلوا لهم في ظل عدم المبالاة وغياب الرقابة. حسبَ بعض المصادر فقد تناوبَ الجنود على اغتصاب الأرمينيات غير القادرات على الإنجاب كما تمّ اغتصاب الفتيات الصغيرات سواء في الأراضي العثمانية أو في الصحراء السورية. حسبَ شهادة شاهد عيان: «كان شيء شائع جدا بالنسبة لهم اغتصاب بناتنا في وجودنا. لقد انتهكوا عرض فتيات لم يتجاوزنَ الـ 18 سنة ونتيجة لذلك كانت الكثير منهن غير قادرات على المشي.» تعرضّت الأرمينيات لاغتصاب جماعي وتؤكد مجموعة من الدراسات انتحار بعضهن بعد ذلك. ليس هذا فقط؛ بل قُتلت بعضهنّ على يدِ قوات الأمن نفسها. يقول شاهدٌ آخر: «لقد عٌذب الأرمن أيم عذاب؛ كانَ الجنود يُنظمونَ بعض المهرجانات وهناك يغتصبن النّساء ويُعذبنهن. لقد تعرضت النساء للاغتصاب بشكلٍ يومي وأجبرنَ على العمل كبغي.»
بحلول عام 2008؛ وصفَ ديرك موسى الإبادة الجماعية بأنها «مجموع ممارسات اجتماعية»، وفي هذا السياق يؤكدُ على أنّ الاغتصاب يمكن أن ينظر إليه باعتباره جزءًا لا يتجزأ من الإبادة الجماعية التي عادة ما تنطوي على مهاجمة العائلات والتركيز على الفئة الضعيفة – من حيث البنية والقوّة الجسدية – مثلَ الأطفال والنّساء. يرى موسى أنّ القاسم المشترك في جميع الإبادات الجماعية هي جرائمُ قتل الرضع أمام الآباء واغتصاب النساء من قبل أفراد الأمن وتشويه الأجهزة التناسلية، ولعلّ الإبادة الأرمنية خيرُ مثالٍ على هذه السلوكيات. يقومُ المهاجِمون كذلك بقتلِ الرجال الباقين على قيد الحياة من السكان بل يغتصبوهم في أحيان أخرى كجزء من الحرب النفسيّة.
وفقًا للؤرخ تانر أكشام فإنّ حملة الإبادة الجماعيّة في حق الشعب الأرميني قد شهدت البغاء القسري والاغتصاب والاعتداء الجنسي على نطاق واسع؛ بل إنّ القادة العسكريين كانوا يسمحونَ لرِجالهم بالقيام بكل ما يحلو لهم. جديرٌ بالذكرِ هنا أنّ بعض أعضاء القوات المسلحة الألمانية قد ساعدوا في مدينة دير الزور على فتح بيوت الدعارة وهذا ما استغلهُ أعضاء حزب تركيا الفتاة لصالحهم. لقد عُرضَت النساء الأرمنيات عاريات في مزادات علنيّة في مدينة دمشق حيثُ تم بيعهنّ كعبيد من أجل الرق الجنسي. ليس هذا فقط؛ بل تمّ الاتجار بهم وهو ما شكّل مصدرًا هامًا من مصادرِ الدخل بالنسبة للجنود. كانت تُباع النساء بثمن زهدٍ في المناطق العربية حيثُ لم تكن تتجاوزُ الخمس قروش في مزادات الموصل مثلًا.
حسب مذكرات كارين جيب الذي كان يعمل في عصبة الأمم في حلب فإنّ عشرات الآلاف من النساء والأطفال قد اختُطفوا في عام 1926 وتعرضت غالبيتهن للاعتداء الجنسي. وهذا ما أكده القنصل الألماني في حلب خلال الإبادة الجماعية حيث ذكر أن رجال الدرك كانوا يغتصبونَ «الفتيات العاديات» بل تعرضت أخريات للاغتصاب الجماعي من قِبل 10 حتّى 15 رجلًا.

### مصادرة الممتلكات

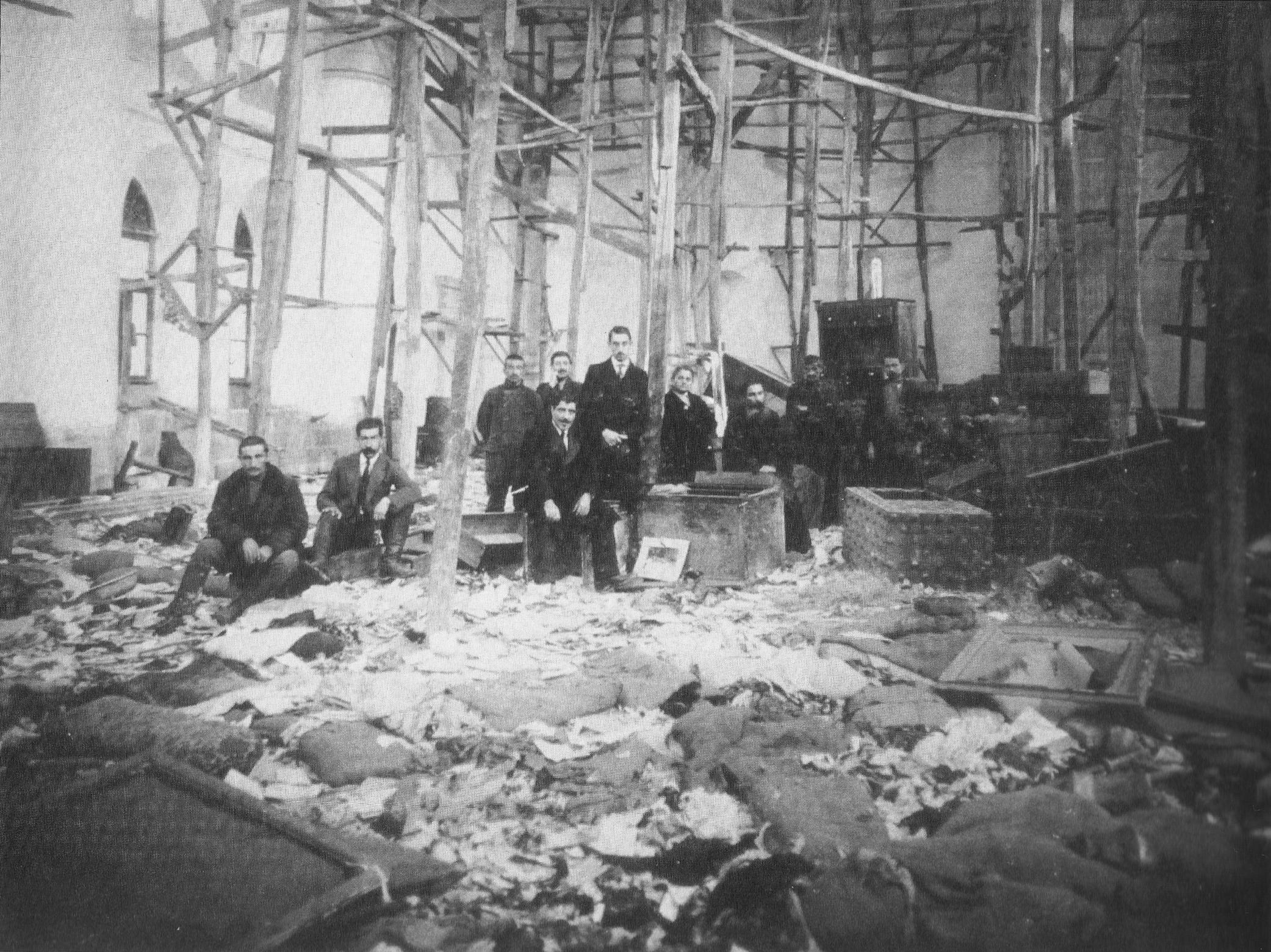
صورة من عام 1918 لكنيسة أرمنية في طرابزون، والتي كانت تستخدم كموقع للمزاد ومركز توزيع للسلع والأمتعة الأرمنية المصادرة بعد الإبادة الجماعية للأرمن.

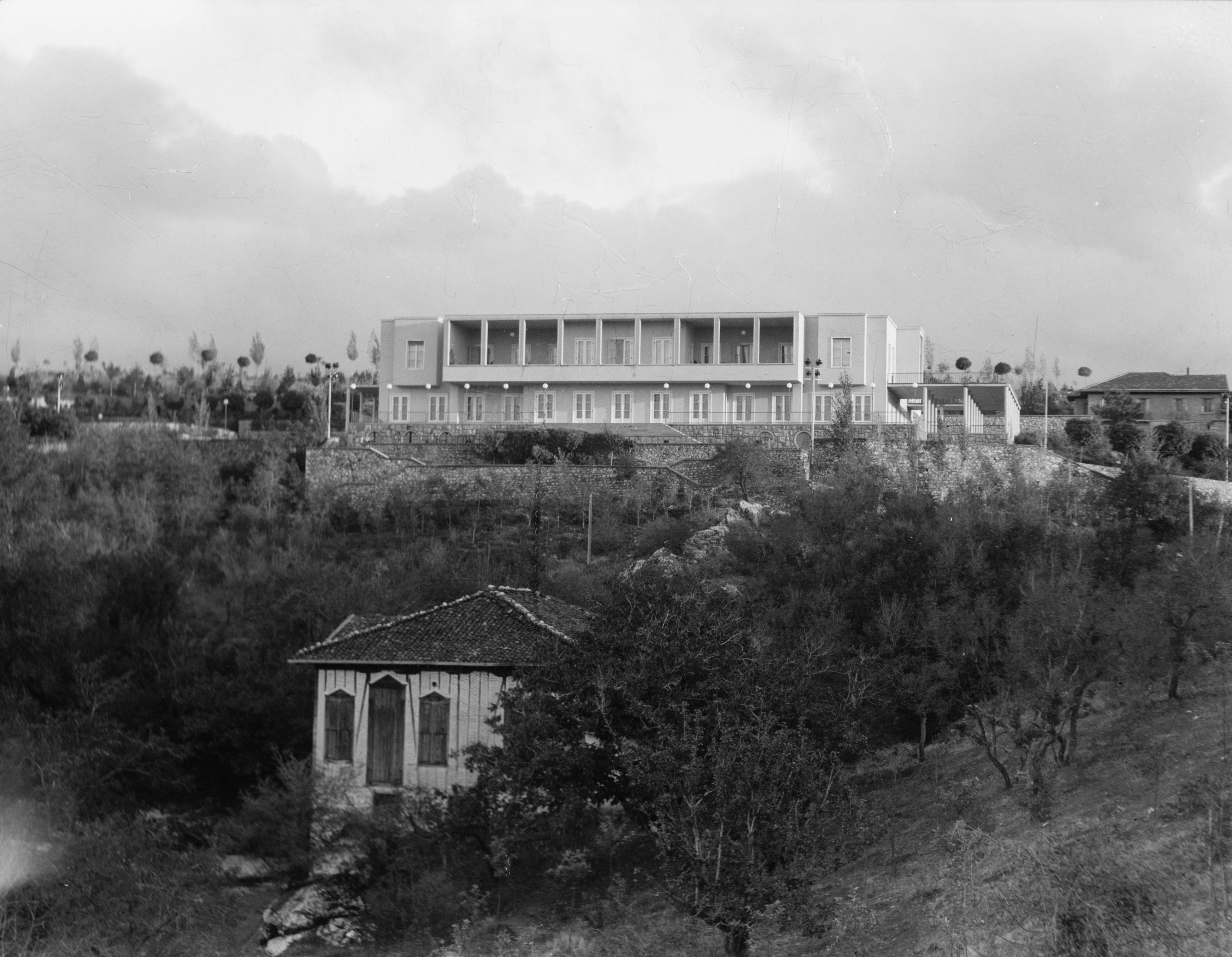
القصر الرئاسي حيث كان يقيم رئيس الحكومة التركية حتى 2014: كان القصر يعود لأسرة أرمنية وهي أسرة التاجر أوهانس كاسبيان وتمت مصادرة القصر خلال مذابح الأرمن.

#### المحاكمات التركية العسكرية

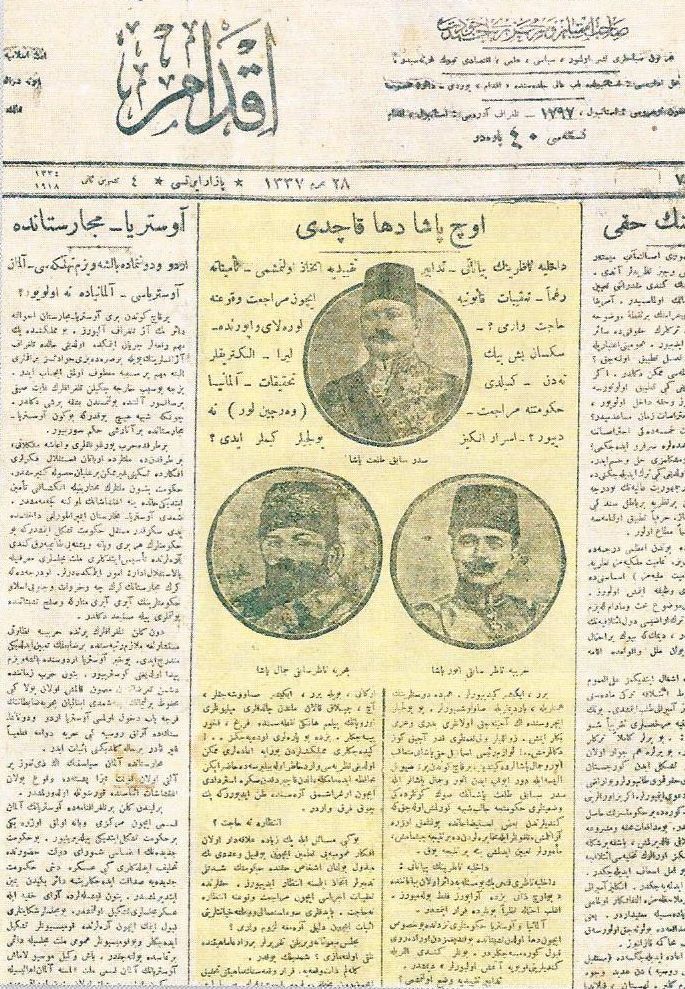
الصفحة الأولى لصحيفة "إقدام" العثمانية في 4 نوفمبر من عام 1918 بعد فرارالباشاوات الثلاثة من البلاد بعد اتهامهم بارتكاب جرائم حرب ضد الأرمن واليونانيين. يقرأ: «كان ردهم على القضاء على المشكلة الأرمنية بمحاولة القضاء على الأرمن».

## أعداد الوفيات والناجين من عام 1914 إلى 1923

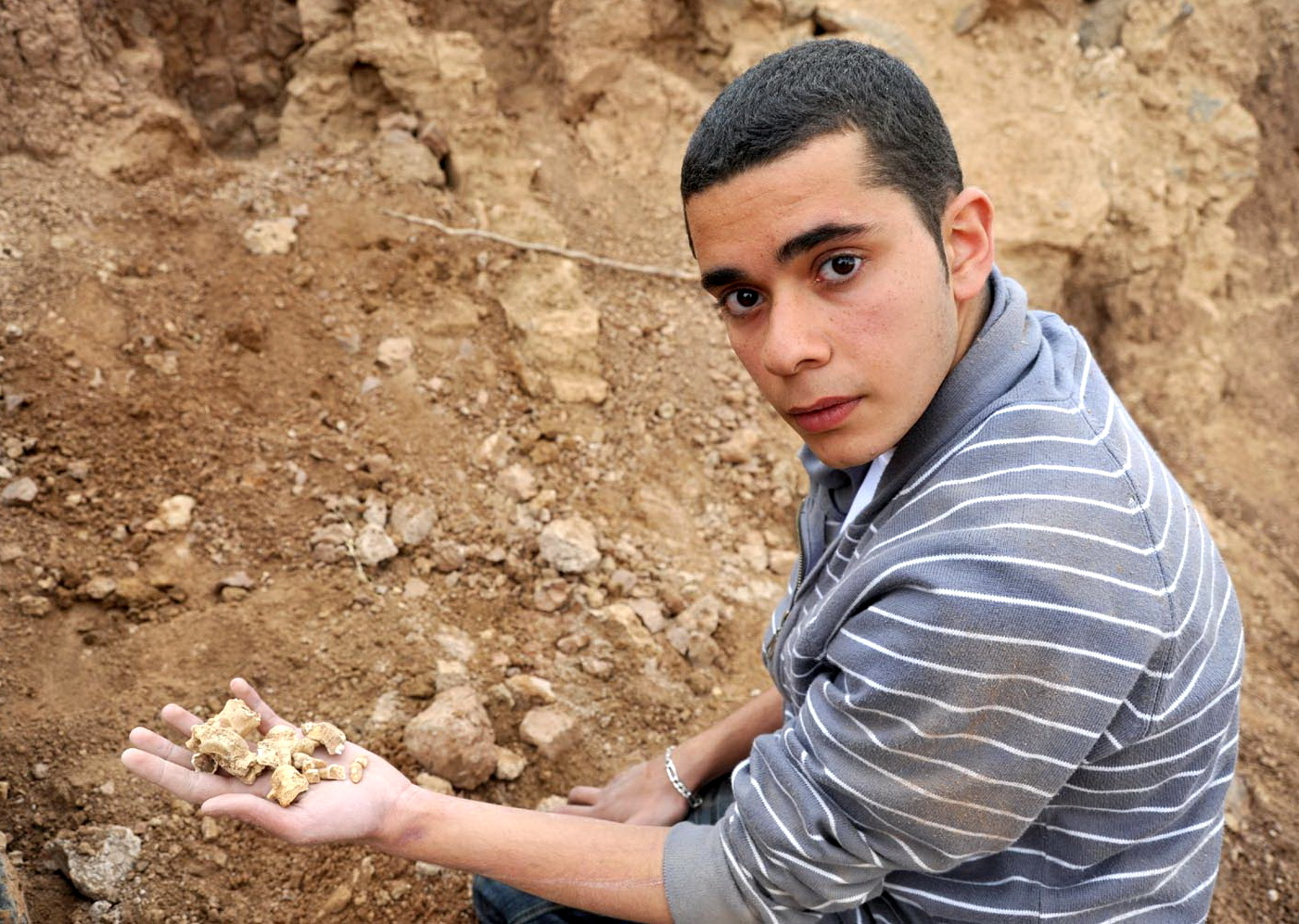
كشف عن عظام تعود لأرمن في دير الزور.

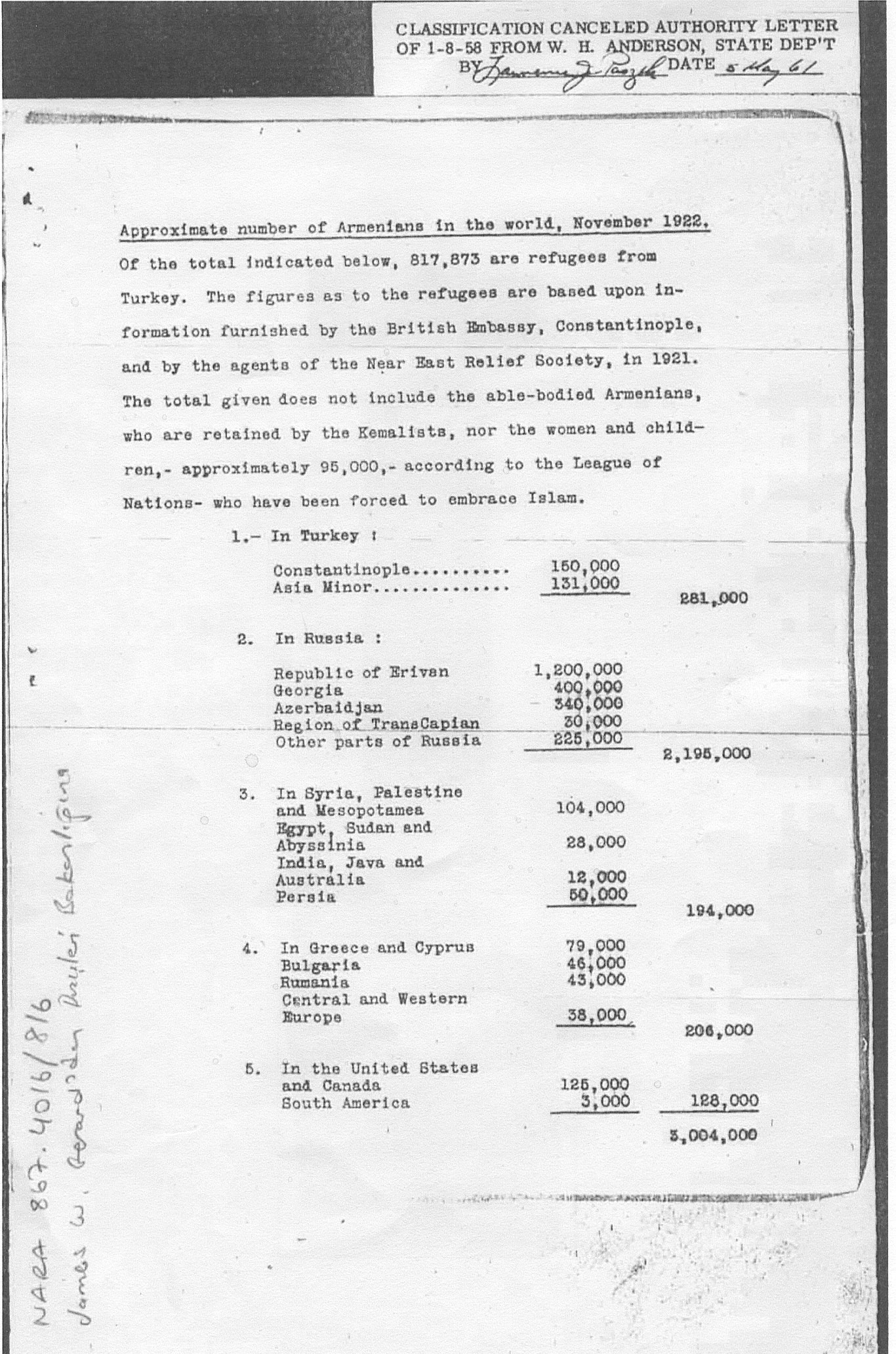
وثيقة وزارة الخارجية الأمريكية الخاصة بالسكان الأرمن عام 1921.

### بعثة الولايات المتحدة في الدولة العثمانية

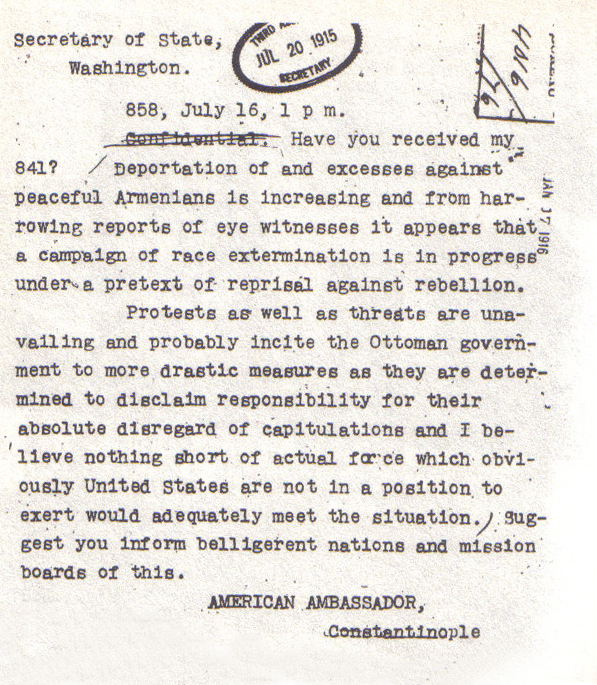
برقية أرسلها السفير هنري مورجنثاو، إلى وزارة الخارجية الأمريكية في 16 يوليو عام 1915، ووصف عمليات قتل الأرمن بأنها «حملة إبادة عرقية».

### البعثة النمساوية والألمانية المشتركة

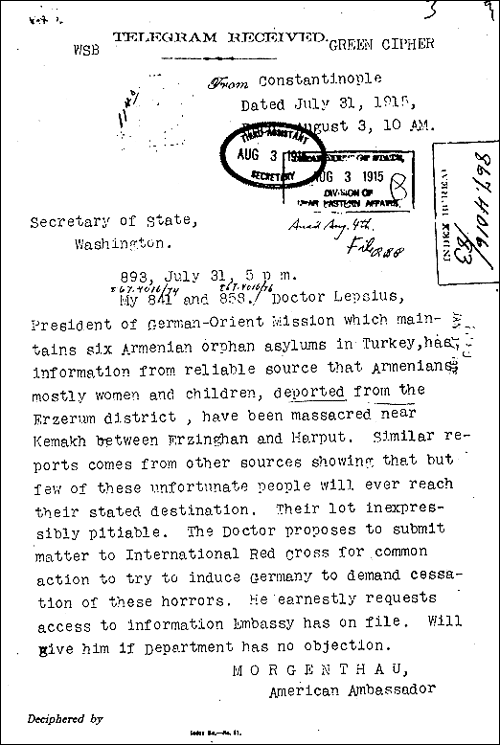
تقرير من مبشر ألماني عن مذبحة ضد الأرمن في أرضروم، في 31 يوليو عام 1915.

#### آرمين ت. فيغنر

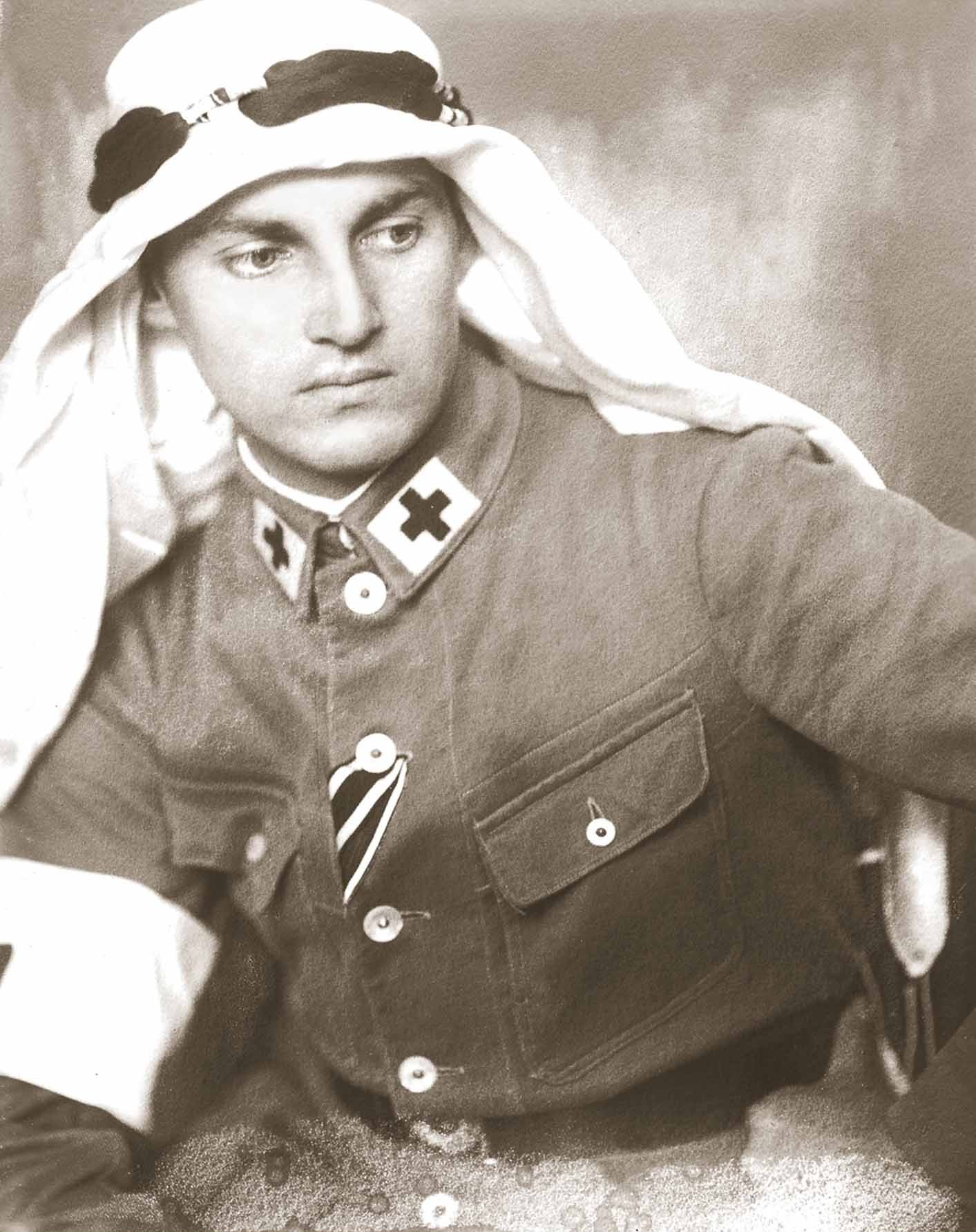
آرمين ت. فيغنر.

### الدولة العثمانية وتركيا

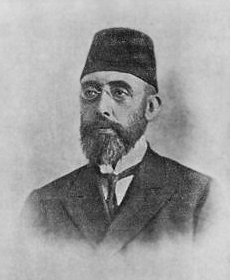
حاكم حلب محمد جلال بك: كان معروفاً بإنقاذ الآلاف من الأرمن وغالباً ما يطلق عليه اسم أوسكار شندلر التركي.